# Bầu cử tổng thống Hoa Kỳ 1880
Cuộc bầu cử tổng thống Hoa Kỳ năm 1880 là cuộc bầu cử tổng thống bốn năm một lần lần thứ 24, được tổ chức vào Thứ Ba, ngày 2 tháng 11 năm 1880. Ứng cử viên Đảng Cộng hòa James A. Garfield đã đánh bại Winfield Scott Hancock của Đảng Dân chủ. Tỷ lệ cử tri đi bầu trong cuộc bầu cử này cao bậc nhất trong lịch sử Hoa Kỳ. 8 tháng sau đó, vào ngày 2 tháng 7 năm 1881, Garfield bị ám sát và qua đời 2+1⁄2 tháng sau đó vào ngày 19 tháng 9, Phó Tổng thống Chester A. Arthur nhậm chức và kế vị Garfield ngay sau đó.
Tổng thống đương nhiệm Rutherford B. Hayes trước đó đã tuyên bố không ra tái tranh cử. Sau đại hội đảng dài nhất trong lịch sử, các đảng viên Cộng hòa đã chọn Dân biểu Garfield từ Ohio làm ứng cử viên Tổng thống của họ. Trong khi đó, Đảng Dân chủ đã chọn Tướng Winfield Scott Hancock từ Pennsylvania làm ứng cử viên của mình. Vị thế thống trị của hai đảng Dân chủ và Cộng hòa đã lung lay dữ dội khi một đảng cánh tả mới nổi, Đảng Đồng bạc xanh, đề cử một vị tướng Nội chiến khác làm ứng cử viên Tổng thống, Dân biểu từ Iowa James B. Weaver. Trong một cuộc bầu cử với các chủ đề tranh luận chính xoay quanh các vấn đề như Nội chiến Hoa Kỳ, thuế quan và người Mỹ gốc Hoa, Garfield thắng cả phiếu đại cử tri và phiếu phổ thông với cách biệt sít sao. Ông và Hancock mỗi người chỉ chiếm hơn 48% tổng số phiếu phổ thông, trong khi Weaver và hai ứng cử viên đảng nhỏ khác, Neal Dow và John W. Phelps, thắng số phiếu còn lại.
Cuối cùng, cách biệt số phiếu phổ thông của hai ứng cử viên chính là 1.898 phiếu (tương ứng với 0,11%), cách biệt nhỏ nhất trong phiếu phổ thông từng được ghi nhận. Tuy nhiên, trong cử tri đoàn, cách biệt chiến thắng của Garfield lớn hơn nhiều; ông đã giành chiến thắng quyết định ở bang New York với 21.033 phiếu bầu (tương ứng với 1,91%). Dù thắng tất cả các bang miền Nam nhưng điều đó là không đủ để Hancock giành chiến thắng, nhưng nó đánh dấu sự khởi đầu của sự thống trị của đảng Dân chủ tại miền Nam trong nhiều thập kỷ tiếp theo.
Đây cũng là cuộc bầu cử thứ hai mà hai ứng cử viên (nhận được phiếu đại cử tri) thắng số bang bằng nhau. Điều này cũng xảy ra vào năm 1848 và 2020. Đây là chiến thắng cuối cùng trong chuỗi 6 chiến thắng trong các cuộc bầu cử tổng thống liên tiếp của Đảng Cộng hòa. Đây cũng là lần đầu tiên người dân ở mọi bang có thể bỏ phiếu trực tiếp cho các đại cử tri bầu tổng thống.

## Bối cảnh
Hai đảng chính là Đảng Cộng hòa và Đảng Dân chủ, và sau khi Kỷ nguyên Tái thiết chấm dứt vào năm 1877, cử tri toàn quốc đã luôn bầu cho ứng cử viên từ 1 trong 2 đảng này. Cử tri đi bầu không bầu cho ứng cử viên dựa trên ý thức hệ của họ; mà thay vào đó dựa trên sắc tộc và tôn giáo của mình, cũng như lòng trung thành với Nội chiến của các ứng cử viên. Hầu hết những người theo đạo Tin lành miền Bắc và người miền Nam da đen bầu cho Đảng Cộng hòa. Mặt khác, người miền Nam da trắng và người Công giáo miền Bắc thường bỏ phiếu cho Đảng Dân chủ.

### Vấn đề
Bản vị vàng và thuế quan đối với hàng nhập khẩu đã chia rẽ nội bộ các đảng lớn. Cuộc tranh luận về tiền tệ chủ yếu xoay quanh giá trị của đồng đô la Mỹ. Trước Nội chiến, hầu hết các giao dịch trái phiếu chính phủ vẫn dựa trên việc sử dụng vàng và bạc, song, khi Nội chiến bùng nổ, chi phí cho chiến tranh ngày càng tăng buộc Quốc hội Hoa Kỳ phải phát hành cái được gọi là "đồng bạc xanh". Dù đồng bạc xanh đã giúp chi trả phần nào các khoản dùng cho chiến tranh nhưng nó làm tình trạng lạm phát trở nên nghiêm trọng hơn bao giờ hết. Khi Nội chiến kết thúc, các chủ nợ tại miền Bắc muốn quay trở lại sử dụng vàng và bạc. Tuy nhiên, những con nợ (đặc biệt là ở miền Nam và miền Tây) lại muốn duy trì "đồng bạc xanh" do lạm phát sẽ làm giảm giá trị của đồng đô la Mỹ, từ đó, làm giảm giá trị thực các khoản nợ của họ. Vấn đề này gây ra chia rẽ trong nội bộ các 2 đảng, cuối cùng dẫn đến sự ra đời của Đảng Đồng bạc xanh vào năm 1876. Cuộc tranh luận về tiền tệ trở nên căng thẳng hơn khi Quốc hội ban hành Đạo luật Tiền tệ năm 1873, ngừng lưu thông "đồng bạc xanh" và trở lại sử dụng vàng vào năm 1879. Khi cuộc bầu cử năm 1880 bắt đầu, vàng được sử dụng rộng rãi để chi trả cho các khoản phí tranh cử dù vấn đề về "đồng bạc xanh" vẫn chưa được giải quyết dứt điểm.
Chính sách thuế quan là nguyên nhân chính dẫn đến xung đột giữa các đảng vào cuối thế kỷ 19 và đầu thế kỷ 20. Trong Nội chiến, Quốc hội đã nâng mức thuế nhập khẩu cao hơn để một phần chi trả cho chiến tranh, một phần là do các bang miền Bắc ủng hộ Liên bang có chính sách thuế quan giống vậy. Mức thuế cao có nghĩa là hàng hóa nước ngoài đắt hơn, giúp các doanh nghiệp nội địa Mỹ bán hàng dễ dàng hơn. Đảng Cộng hòa ủng hộ mức thuế cao như một cách để bảo vệ việc làm của người Mỹ cũng như giúp tăng cường sự thịnh vượng cho đất nước. Trái lại, Đảng Dân chủ lên án điều này là lý do làm giá hàng hóa tăng cao, trong khi lợi nhuận lớn cho chính phủ liên bang là điều không cần thiết sau khi Nội chiến kết thúc. Tuy nhiên, các đảng viên Đảng Dân chủ miền Bắc từ các bang thiên về sản xuất, đặc biệt là ở Pennsylvania, lại ủng hộ mức thuế cao. Để đoàn kết nội bộ đảng, thượng tầng mỗi đảng đều tránh các câu hỏi về vấn đề này càng nhiều càng tốt.

### Cuộc bầu cử năm 1876
Trong cuộc bầu cử năm 1876, Rutherford B. Hayes của Đảng Cộng hòa từ Ohio đã đánh bại Samuel J. Tilden của Đảng Dân chủ từ New York trong một trong những cuộc bầu cử tổng thống tranh cãi nhất trong lịch sử Hoa Kỳ. Kết quả ban đầu cho thấy Đảng Dân chủ giành chiến thắng, nhưng số phiếu đại cử tri của một số bang miền Nam bị tranh chấp gay gắt. Cả hai đảng trong Quốc hội đã đồng ý thành lập Ủy hội Bầu cử mà cuối cùng đã trao toàn bộ số phiếu bị tranh chấp cho Hayes, giúp ông đắc cử Tổng thống.
Đối với các đảng viên Đảng Dân chủ, "cuộc bầu cử bị đánh cắp" đã trở thành một khẩu hiệu phổ biến trong nội bộ Đảng Dân chủ, vốn chiếm đa số trong Hạ viện và đã dành phần lớn thời gian trong năm 1878 để điều tra nó, mặc dù họ không đưa ra được bất kỳ bằng chứng mới nào chống lại kẻ thù Đảng Cộng hòa của họ. Thoạt đầu, Tilden được coi là ứng cử viên hàng đầu để ứng cử Tổng thống năm 1880. Đối với giới thượng tầng Đảng Cộng hòa, lễ nhậm chức của Hayes năm 1877 báo hiệu sự khởi đầu việc tranh giành đề cử của đảng vào năm 1880 do ngay cả trước khi đắc cử, Hayes đã cam kết không tranh cử nhiệm kỳ thứ hai, để ngỏ con đường tái tranh cử vào Nhà Trắng vào năm 1880. Việc lựa chọn Nội các của ông làm phật ý giới thượng tầng của đảng mình, làm Đảng Cộng hòa bị chia rẽ giữa phe ủng hộ Thượng nghị sĩ từ New York Roscoe Conkling và phe ủng hộ Thượng nghị sĩ từ Maine James G. Blaine.

## Đề cử
Các đảng soạn cương lĩnh và đề cử các ứng cử viên của họ tại các đại hội đảng, nhóm họp vào mùa hè trước cuộc bầu cử.

### Đề cử của Đảng Cộng hòa
| Đề cử của Đảng Cộng hòa năm 1880            |                                                    |
| James A. Garfield                           | Chester A. Arthur                                  |
| cho Tổng thống                              | cho Phó Tổng thống                                 |
|                                             |                                                    |
| Dân biểu Hoa Kỳ từ Khu 19, Ohio (1863–1880) | Chủ tịch Đảng Cộng hòa New York thứ 10 (1879–1881) |
|                                             |                                                    |

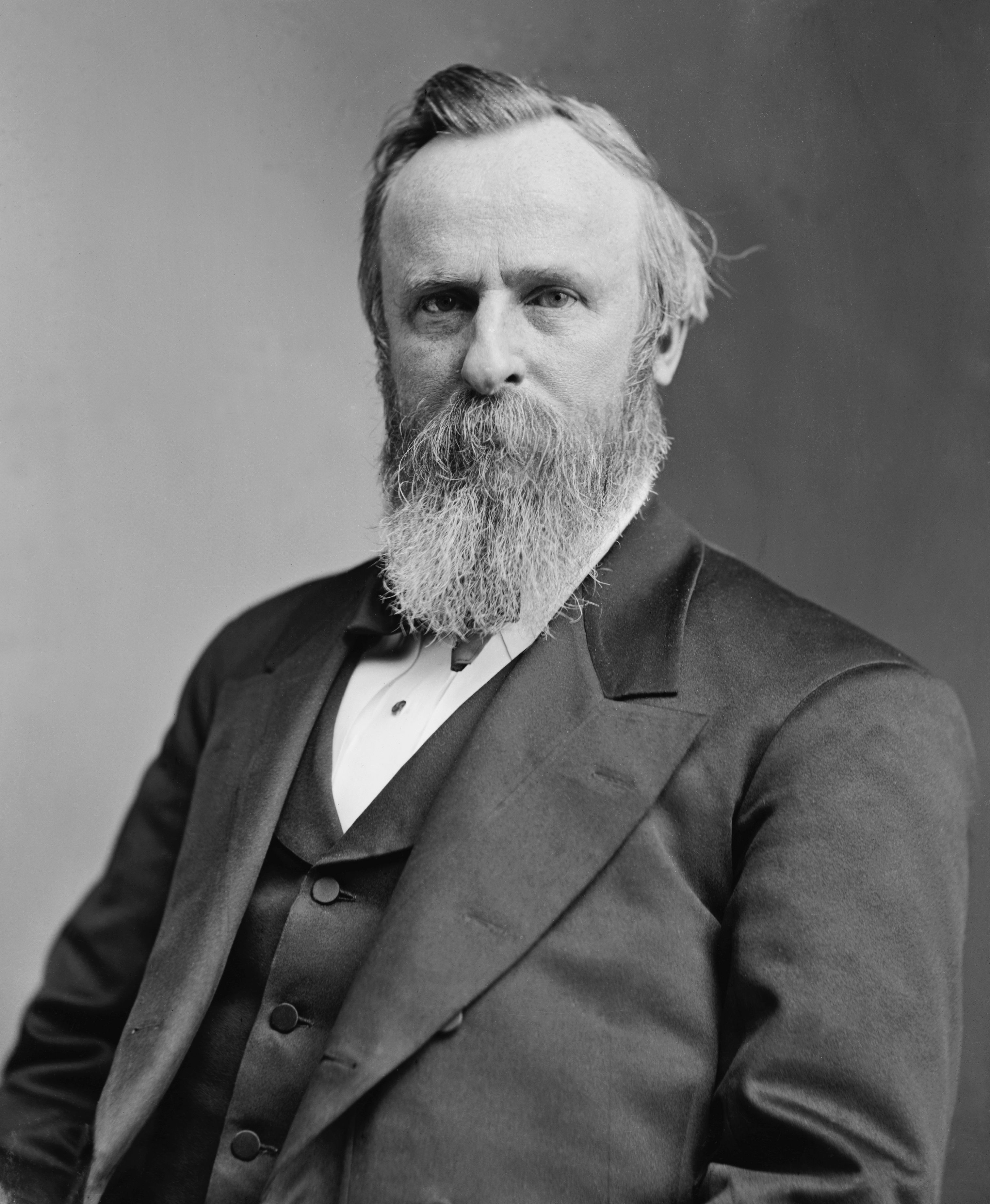
Rutherford B. Hayes, tổng thống đương nhiệm vào năm 1880, người sẽ hết nhiệm kỳ vào ngày 4 tháng 3 năm 1881

Đại hội của Đảng Cộng hòa triệu tập lần đầu tại Chicago, Illinois, vào ngày 2 tháng 6. Trong số những người tranh đề cử của Đảng Cộng hòa, ba ứng cử viên nặng ký nhất trước đại hội là cựu Tổng thống Ulysses S. Grant, Thượng nghị sĩ James G. Blaine và Bộ trưởng Ngân khố John Sherman. Grant từng là tướng tư lệnh Lục quân hàng đầu của lực lượng miền Bắc trong Nội chiến, và đã phục vụ 2 nhiệm kỳ tổng thống từ năm 1869 đến năm 1877. Ông đang cố gắng tranh cử nhiệm kỳ thứ 3 chưa từng có tiền lệ. Ông được ủng hộ bởi phe Conkling trong Đảng Cộng hòa, bấy giờ được gọi là phái Stalwarts. Họ phản đối cải cách công vụ, điều mà Tổng thống Hayes hướng đến. Blaine, một thượng nghị sĩ và cựu dân biểu từ Maine, được hỗ trợ bởi phái Half-Breed trong đảng, vốn ủng hộ cải cách công vụ. Sherman, em trai của Tướng William Tecumseh Sherman trong Nội chiến, là cựu thượng nghị sĩ từ Ohio và khi ấy đang phục vụ trong nội các của Hayes. Ông được chống lưng bởi một phe phái nhỏ hơn nhưng không ủng hộ 2 phái lớn.

Trong lần bỏ phiếu đầu tiên, Grant và Blaine lần lượt nhận được 304 và 285 phiếu bầu, trong khi Sherman nhận được 93. Không ứng cử viên nào đến gần với chiến thắng, và nhiều lần bỏ phiếu tiếp diễn để xác định người chiến thắng. Nhiều lần bỏ phiếu khác đã diễn ra, nhưng không có ứng cử viên nào giành chiến thắng. Sau lần phiếu thứ 35, Blaine và Sherman chuyển sang ủng hộ ứng cử viên "ngựa ô" mới, Dân biểu James A. Garfield từ Ohio. Ở lần bỏ phiếu tiếp theo, Garfield được đề cử làm Tổng thống khi giành được 399 phiếu bầu, hầu hết đến từ phái ủng hộ Blaine và Sherman. Để xoa dịu phái Grant, những người ủng hộ Garfield ở Ohio đề nghị Levi P. Morton làm Phó Tổng thống. Morton từ chối sau khi nghe lời khuyên của Conkling. Do đó, họ đề cử Chester A. Arthur, một thành viên của phái Stalwart khác đến từ New York. Conkling cũng khuyên ông từ chối, nhưng ông lại chấp nhận đề cử. Ông được đề cử, và Đại hội toàn quốc kéo dài nhất lịch sử Đảng Cộng hòa bế mạc vào ngày 8 tháng 6 năm 1880.

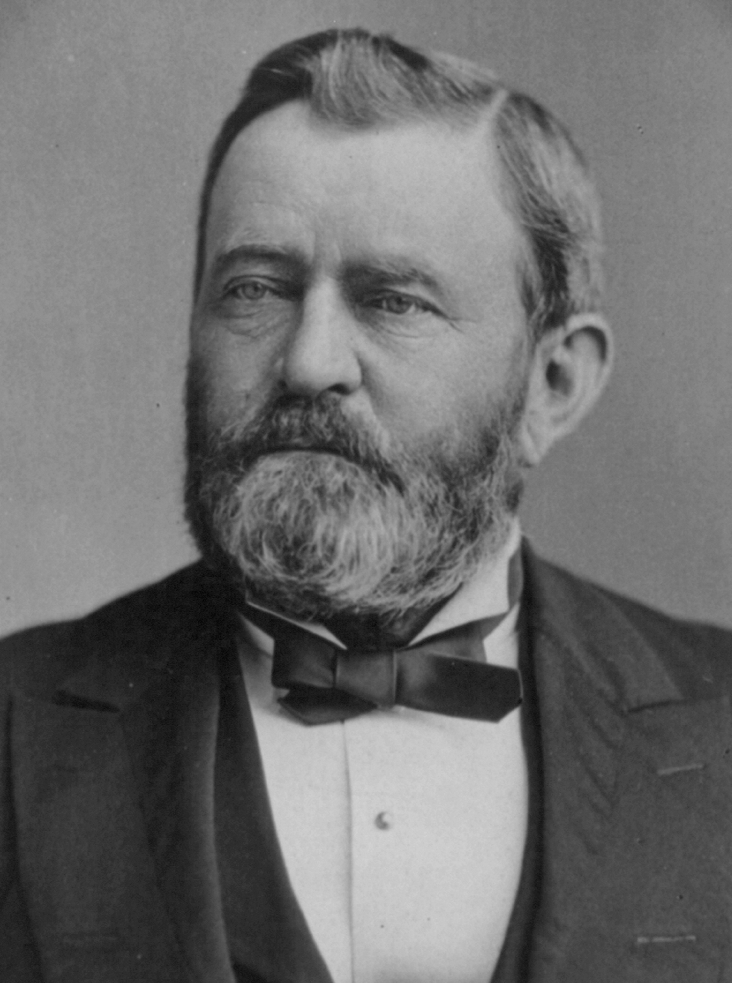
Ulysses S. Grant(Tổng thống Hoa Kỳ, 1869–1877)
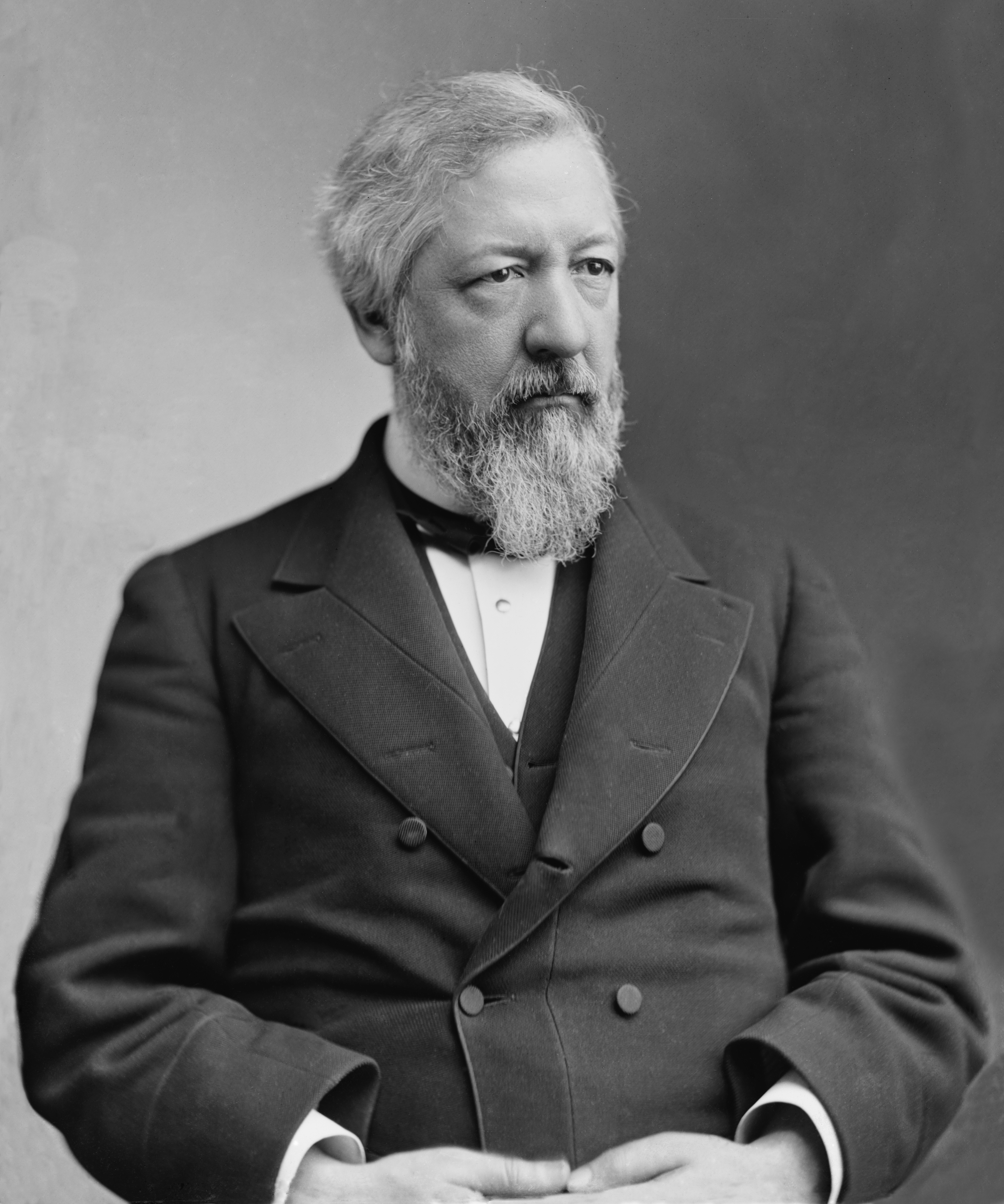
James G. Blaine(Thượng nghị sĩ Hoa Kỳ từ Maine)
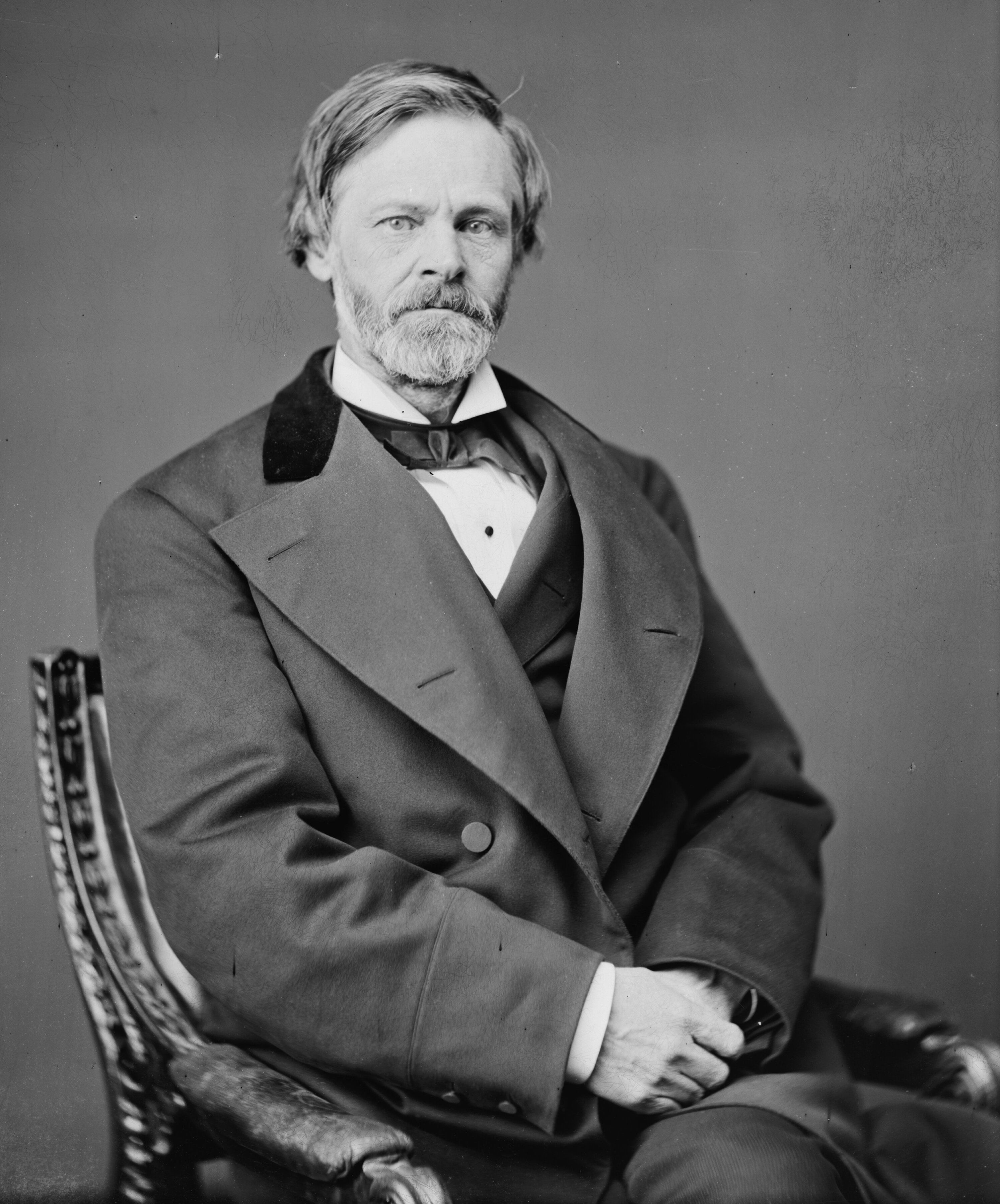
John Sherman(Bộ trưởng Ngân khố Hoa Kỳ)
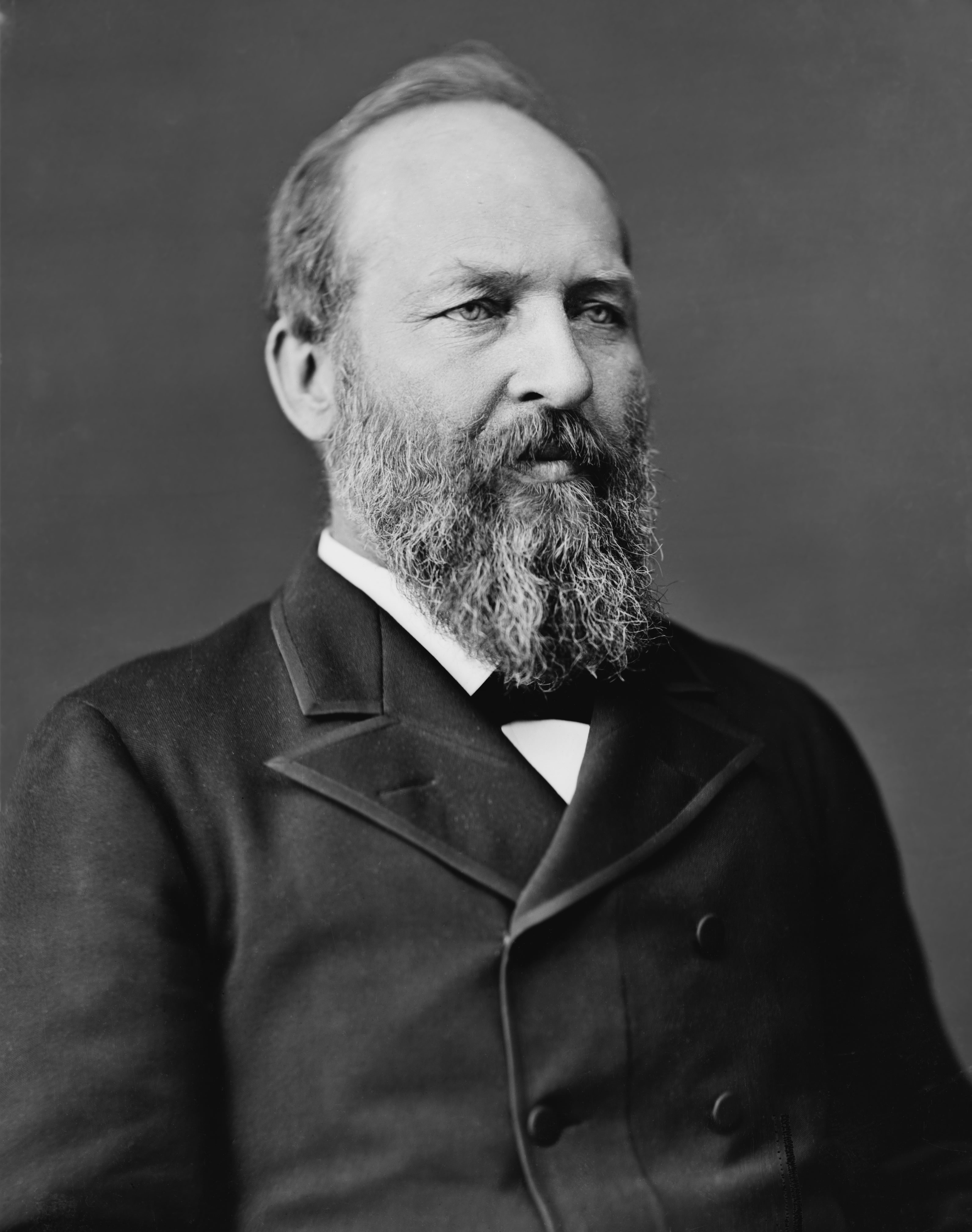
James A. Garfield(Dân biểu Hoa Kỳ từ Ohio)

### Đề cử của Đảng Dân chủ
| Đề cử của Đảng Dân chủ năm 1880         |                                               |
| Winfield S. Hancock                     | William H. English                            |
| cho Tổng thống                          | cho Phó Tổng thống                            |
|                                         |                                               |
| Thiếu tướng Lục quân Hoa Kỳ (1844–1886) | Dân biểu Hoa Kỳ từ Khu 2, Indiana (1853–1861) |
| Chiến dịch                              |                                               |
|                                         |                                               |

Cuối tháng đó, Đảng Dân chủ tổ chức đại hội của họ ở Cincinnati, Ohio. 6 người tranh đề cử của đảng và một số người khác nhận được phiếu bầu từ các đại biểu. Trong số này, 2 ứng cử viên hàng đầu là Thiếu tướng Winfield Scott Hancock từ Pennsylvania và Thượng nghị sĩ Thomas F. Bayard từ Delaware. Tilden không chính thức là một ứng cử viên, nhưng ông ấy vẫn có ảnh hưởng rất lớn đối với đại hội. Bản thân Tilden không rõ liệu mình có nên tham gia một cuộc bầu cử nữa hay không, dẫn đến việc một số đại biểu ủng hộ ông quay sang ủng hộ ứng cử viên khác, trong khi những đại biểu khác vẫn trung thành với ông.

Khi đại hội khai mạc, một số đại biểu ủng hộ Bayard, một thượng nghị sĩ bảo thủ, trong khi những người khác ủng hộ Hancock, một quân nhân chuyên nghiệp và anh hùng trong thời Nội chiến. Một số người khác ủng hộ những người mà họ coi là người thay thế cho Tilden, bao gồm Henry B. Payne từ Ohio, luật sư và cựu nghị sĩ, và Samuel J. Randall từ Pennsylvania, Chủ tịch Hạ viện Hoa Kỳ. Lần bỏ phiếu đầu tiên bất phân phân thắng bại, với Hancock và Bayard dẫn đầu. Trước lần bỏ phiếu thứ hai, Tilden dương như đã rút khỏi cuộc đua; các đại biểu sau đó chuyển sang ủng hộ Hancock, người sau cùng đã giành được đề cử. William Hayden English, một chính trị gia bảo thủ và doanh nhân đến từ bang Indiana, được đề cử làm Phó Tổng thống.

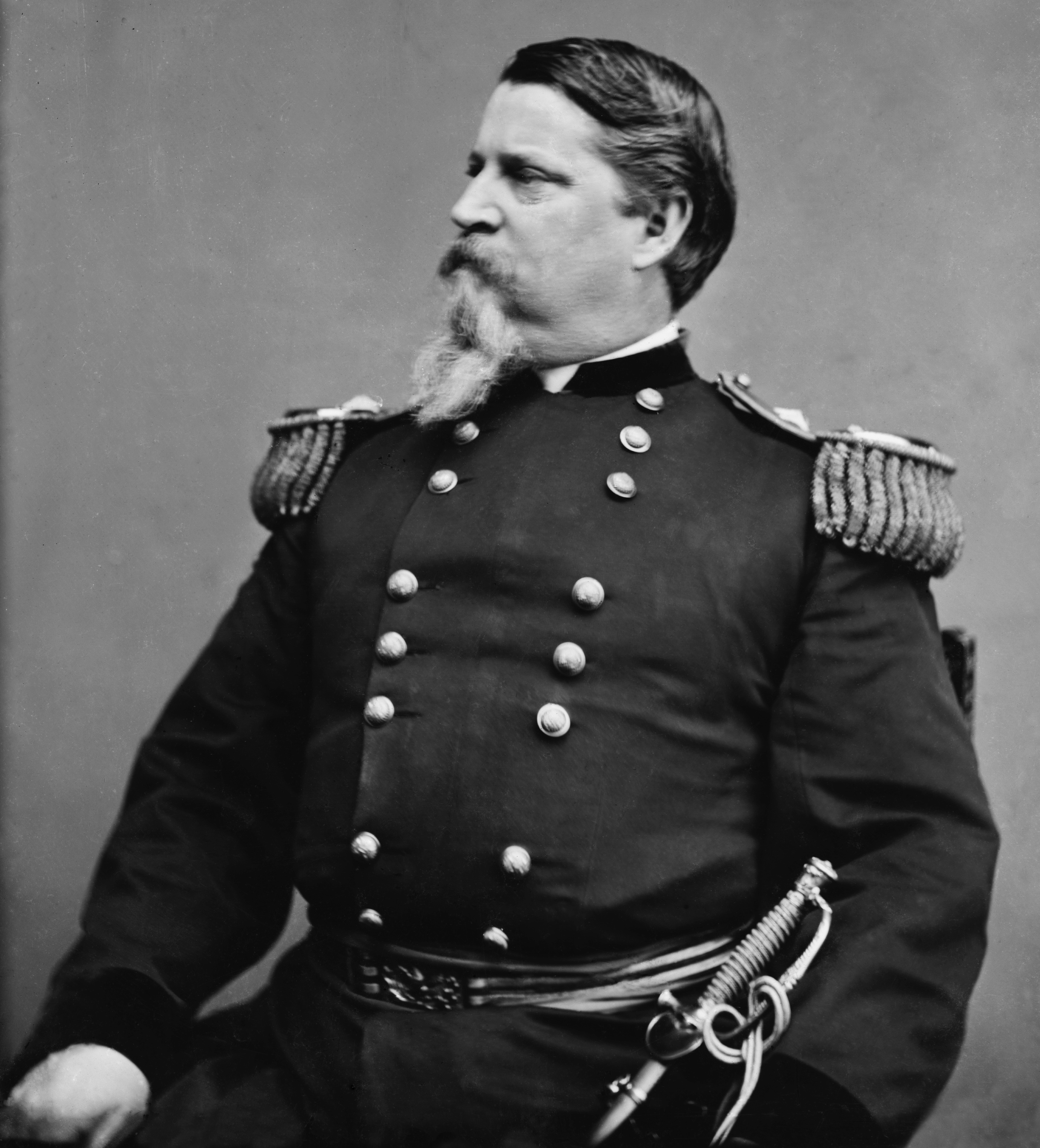
Winfield Scott Hancock(Thiếu tướng Lục quân Hoa Kỳ)
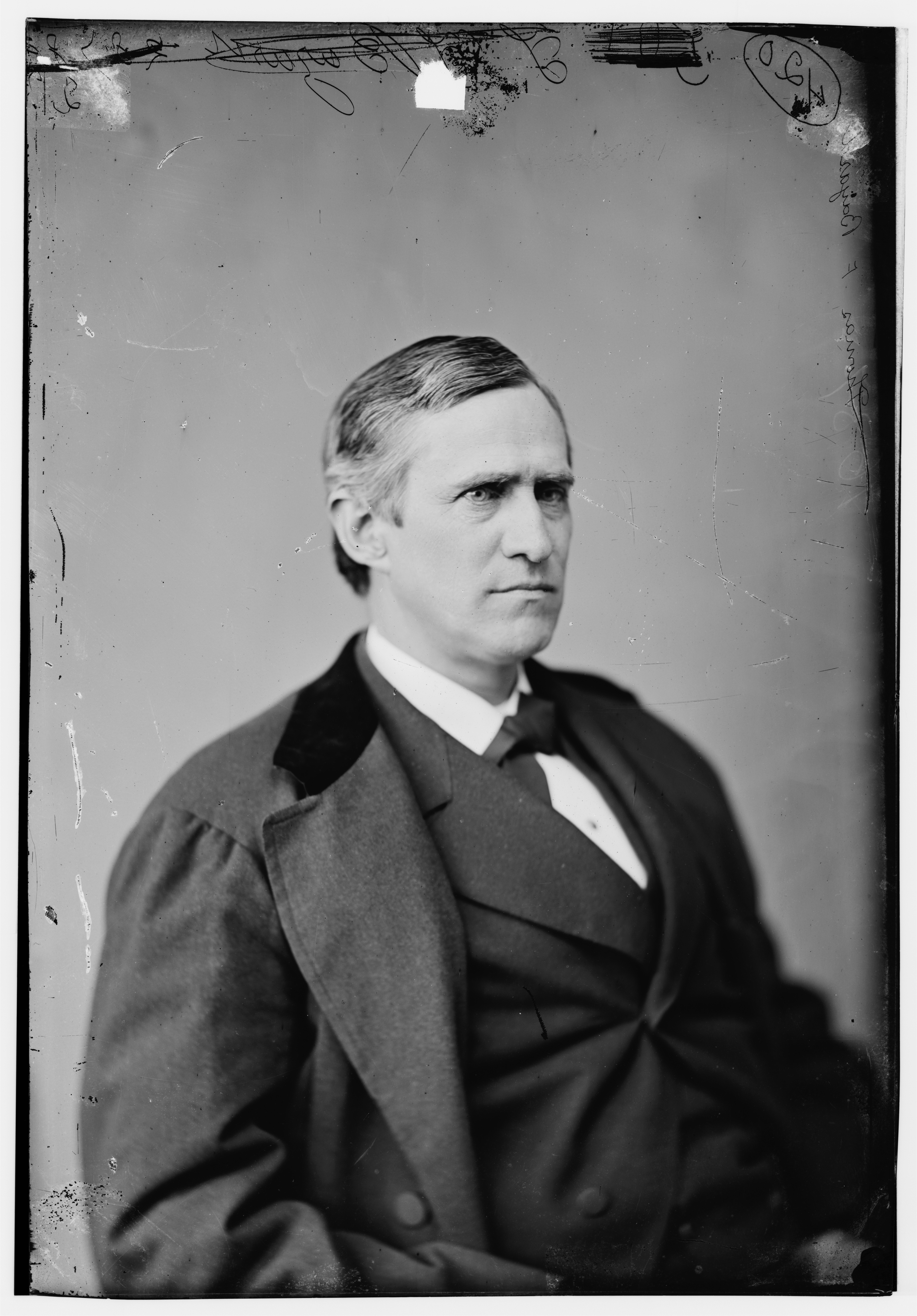
Thomas F. Bayard(Thượng nghị sĩ Hoa Kỳ từ Delaware)
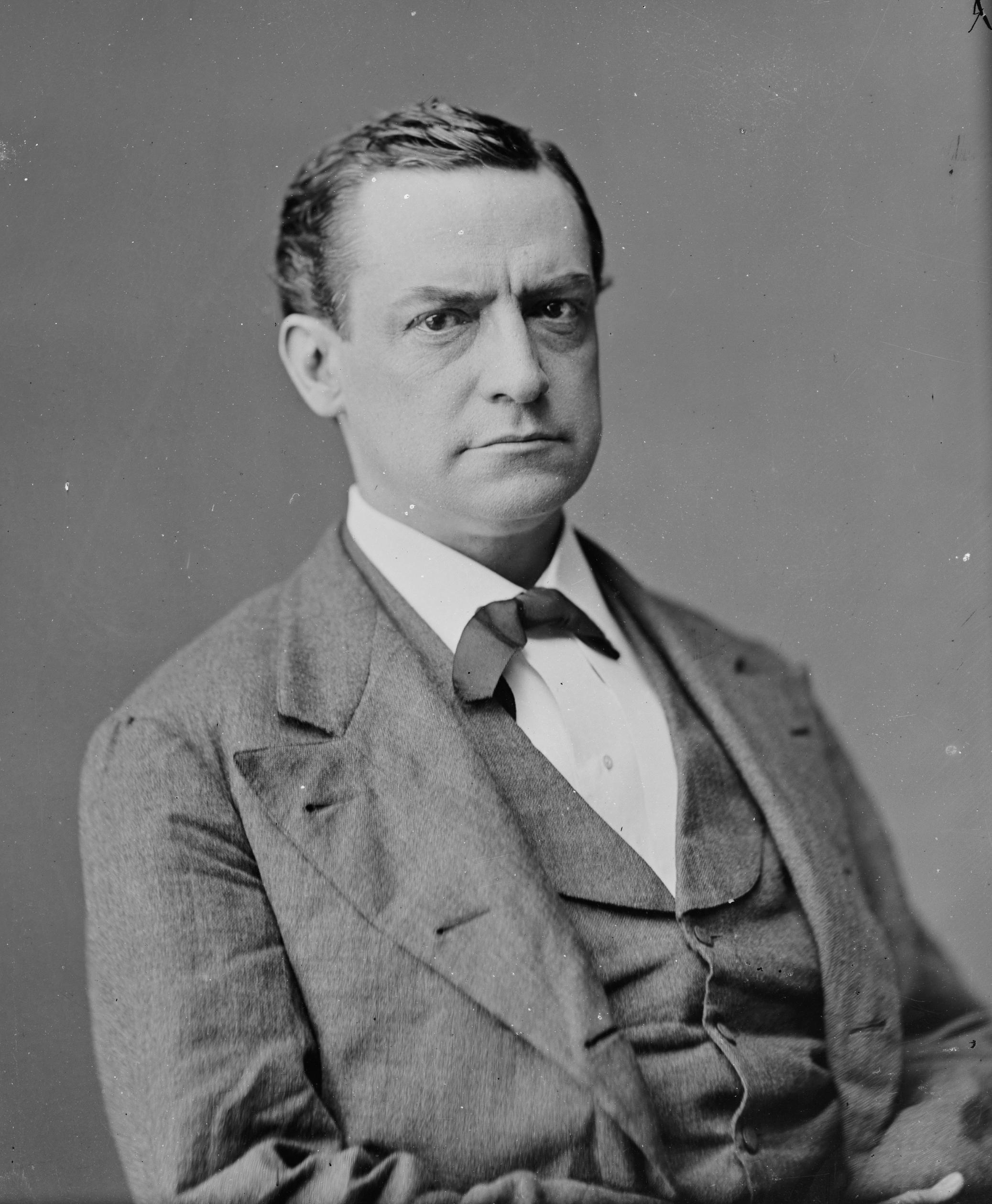
Samuel J. Randall (Chủ tịch Hạ viện Hoa Kỳ, Lãnh đạo Cuộc họp kín Đảng Dân chủ Hạ viện)

### Đảng nhỏ
Đại hội Đảng Đồng bạc xanh đã triệu tập tại Chicago vào giữa tháng 6, sử dụng hội trường do Đảng Cộng hòa vừa sử dụng trước đó. Đảng mới tham gia chính trường vào năm 1880, được thành lập sau khi tình trạng suy thoái kinh tế xảy ra sau Khủng hoảng năm 1873, chủ yếu ở miền Tây và miền Nam Hoa Kỳ. Trong Nội chiến, Quốc hội đã cho lưu thông "đồng bạc xanh ", một hình thức tiền có thể mua lại bằng trái phiếu chính phủ, thay vì bằng vàng như truyền thống. Sau chiến tranh, nhiều đảng viên Đảng Dân chủ và Cộng hòa ở miền Đông tìm cách quay trở lại hệ thống bản vị vàng, và chính phủ bắt đầu ngừng lưu thông "đồng bạc xanh". Việc giảm nguồn cung tiền, kết hợp với suy thoái kinh tế, khiến cuộc sống của những con nợ, nông dân và lao động công nghiệp trở nên khó khăn hơn; Đảng Đồng bạc xanh hy vọng sẽ thu hút được sự ủng hộ từ các nhóm này. Ngoài sự ủng hộ của họ đối với một nguồn cung tiền lớn hơn, họ còn ủng hộ ngày làm việc tám giờ cũng như các quy định về an toàn trong các nhà máy và chấm dứt sử dụng lao động trẻ em.
6 người tham gia tranh đề cử của đảng Đồng bạc xanh. James B. Weaver, một dân biểu từ Iowa và là tướng trong Nội chiến, rõ ràng là người được yêu thích nhất, nhưng hai dân biểu khác, Benjamin F. Butler từ Massachusetts và Hendrick B. Wright từ Pennsylvania, cũng có lượng người ủng hộ đáng kể. Weaver giành chiến thắng trong gang tấc khi giành được đa số trong tổng số 850 phiếu bầu của đại biểu trong lần bỏ phiếu đầu tiên. Barzillai J. Chambers, một doanh nhân Texas và là cựu chiến binh cho Liên minh miền Nam, cũng được đề cử làm Phó Tổng thống trong lần bỏ phiếu đầu tiên. Hỗn loạn hơn cả là cuộc chiến soạn cương lĩnh của đảng, khi các đại biểu từ các phe phái khác nhau của phong trào cánh tả xung đột về vấn đề quyền bầu cử của phụ nữ, người Mỹ gốc Hoa và ngày làm việc tám giờ.
Một đại hội của Đảng Cấm rượu cũng họp vào tháng đó tại Cleveland, Ohio. Những người theo chủ nghĩa Cấm rượu, giống một phong trào hơn là một đảng, tập trung nỗ lực vào việc cấm rượu. Hầu hết đảng viên là những người ngoan đạo, và hầu hết từng là đảng viên Cộng hòa. Chỉ có 12 bang cử đại biểu đến dự đại hội, và cương lĩnh mà họ thông qua im lặng về hầu hết các vấn đề thời đó, thay vào đó tập trung vào tệ nạn sử dụng rượu.  Đối với vị trí Tổng thống, những người theo chủ nghĩa Cấm rượu đã đề cử Neal Dow, một vị tướng thời Nội chiến đến từ Maine. Với tư cách là thị trưởng của Portland, Dow đã giúp thông qua "luật Maine", cấm bán rượu trong toàn thành phố; trở thành hình mẫu cho các luật cấm rượu trên khắp đất nước. Cuối cùng, một Đảng Chống Hội Tam điểm vừa tái lập đã đề cử John W. Phelps, một vị tướng khác trong Nội chiến, thông qua cương lĩnh phản đối Hội Tam điểm. Các nhà quan sát chính trị cho rằng Weaver rất ít cơ hội giành chiến thắng, còn Dow và Phelps thì cơ hội bằng không.

## Ứng cử viên

### Garfield

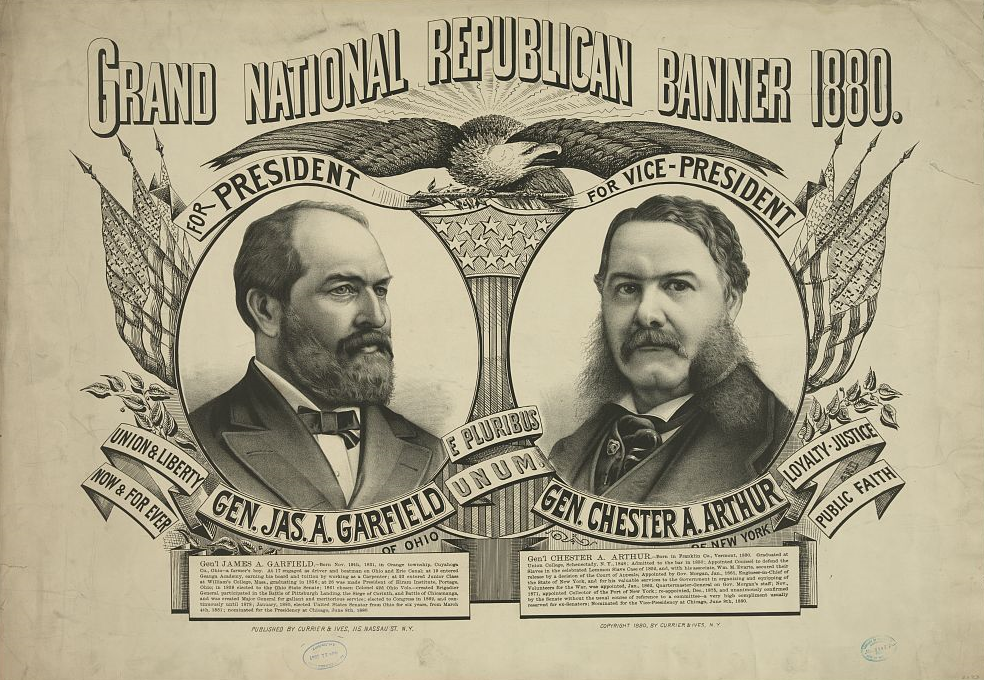
Áp phích chiến dịch của Garfield–Arthur

James Abram Garfield lớn lên trong hoàn cảnh khiêm tốn tại một trang trại ở Ohio bởi người mẹ góa bụa của mình. Khi còn trẻ, ông đã làm nhiều công việc khác nhau, kể cả trên lái sà lan. Bắt đầu từ năm 17 tuổi, ông theo học tại Đại học Williams ở Williamstown, Massachusetts, tốt nghiệp năm 1856. Một năm sau, Garfield gia nhập Đảng Cộng hòa. Ông kết hôn với Lucretia Rudolph vào năm 1858, và từng là thành viên của Thượng viện Bang Ohio (1859–1861). Garfield phản đối các bang miền Nam ly khai, từng giữ hàm Thiếu tướng trong Quân đội Liên bang trong Nội chiến, và tham chiến trong các trận Middle Creek, Shiloh và Chickamauga. Năm 1862, ông được bầu làm Dân biểu Hoa Kỳ đại diện cho Khu 19, Ohio. Trong suốt thời gian phục vụ trong Quốc hội sau Nội chiến, ông kiên quyết ủng hộ chế độ bản vị vàng và nổi tiếng là một nhà hùng biện tài ba. Garfield ban đầu đồng ý với quan điểm của đảng viên Cộng hòa cấp tiến về Tái thiết, nhưng sau đó ủng hộ cách giải quyết ôn hòa hơn nhằm thực thi quyền công dân cho các cựu nô lệ.
Sau khi được đề cử, Garfield đã gặp gỡ giới thượng tầng của đảng với nỗ lực hàn gắn sự chia rẽ giữa phái Stalwarts và phái Half-Breed. Trong lá thư chấp nhận đề cử của mình, được viết với lời khuyên từ một số nhà lãnh đạo đảng, ông tán thành ý tưởng về thuế quan cao và bình định giá tiền, nhưng chú ý hơn cả đến vấn đề nhập cư của người Trung Quốc và cải cách công vụ. Với cả hai vấn đề này, Garfield tìm kiếm tiếp cận một cách ôn hòa. Ông kêu gọi hạn chế tuân theo các hiệp định cũ với chính quyền Trung Hoa bằng cách tái đàm phán với họ. Về cải cách công vụ, dù nói rằng ông đồng ý với vấn đề này, nhưng lại hứa sẽ bổ nhiệm người phụ trách vấn đề này với sự tham vấn của giới tinh hoa của đảng, vốn phản đối vấn đề này, một quan điểm mà nhà viết tiểu sử thế kỷ 20 Allan Peskin gọi là "không nhất quán". Theo truyền thống vào thời điểm đó, Garfield trở về nhà của mình trong suốt thời gian diễn ra cuộc bầu cử và để việc vận động tranh cử cho những diễn giả khác của đảng.

### Hancock

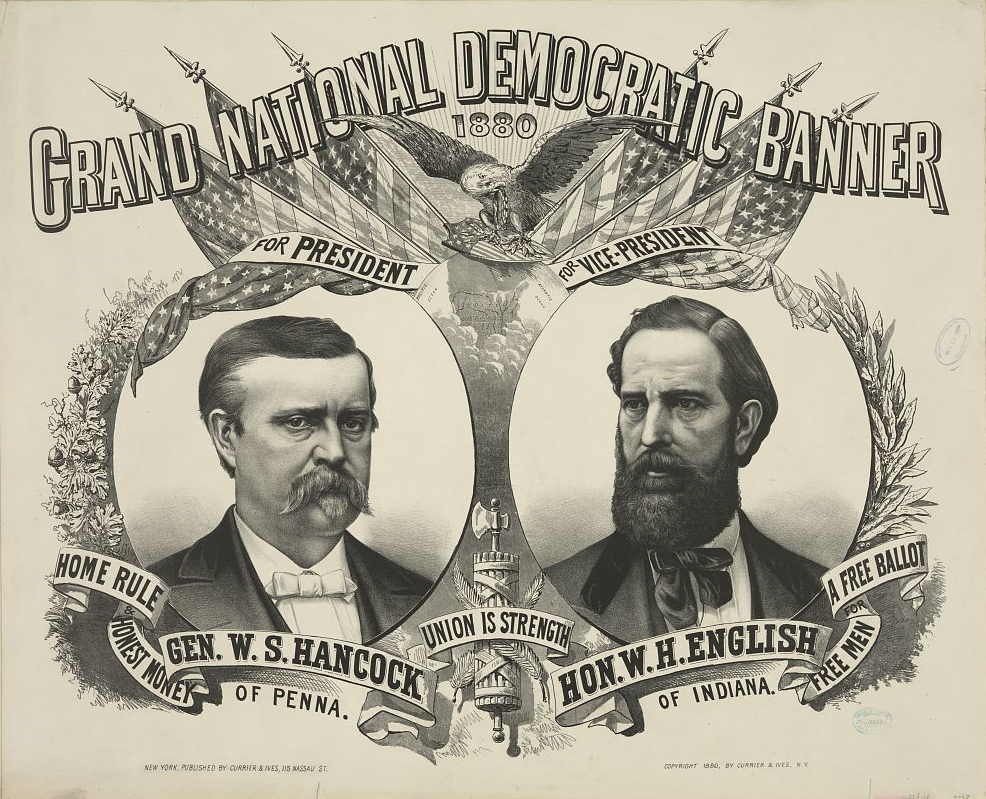
Áp phích chiến dịch của Hancock–English

Winfield Scott Hancock sinh ra và lớn lên ở Pennsylvania. Ông theo học tại Học viện Quân sự Hoa Kỳ ở West Point và phục vụ trong Quân đội trong 4 thập kỷ, bao gồm cả việc tham chiến trong Chiến tranh Mỹ-Mễ và với giữ hàm Thiếu tướng của Liên bang trong Nội chiến. Được các đồng nghiệp trong Lục quân gọi là "Hancock Cao ngạo", ông đặc biệt được chú ý vì khả năng lãnh đạo cá nhân của mình trong Trận Gettysburg năm 1863, nơi ông chỉ huy lực lượng Pickett's Charge và bị thương trong trận này. Ông tiếp tục phục vụ quân sự sau Nội chiến khi tham gia vào Tái thiết quân sự tại miền Nam và hiện diện tại biên giới miền Tây. Trong quá trình Tái thiết, ông đã đứng về phía Tổng thống lúc bấy giờ là Andrew Johnson, ủng hộ rút quân nhanh chóng khỏi miền Nam và cho phép tái lập các chính quyền bang trước chiến tranh. Hancock nổi tiếng với tư cách là một anh hùng chiến tranh tại Gettysburg, hơn nữa còn là một Đảng viên Đảng Dân chủ nổi bật với lòng trung thành sắt đá với Liên bang cũng như quan điểm ủng hộ quyền của các bang, khiến ông trở thành ứng cử viên Tổng thống hoàn hảo cho đảng Dân chủ.
Hancock chính thức được đề cử vào tháng 7. Như Garfield đã làm, ứng cử viên Đảng Dân chủ tìm cách tiếp cận các vấn đề một cách ôn hòa mà không gây tranh cãi, điều mà theo người viết tiểu sử David M. Jordan là "nhạt nhẽo và chung chung". Đảng Cộng hòa đã nắm quyền liên tục từ năm 1860 đến tận thời điểm đó, buộc Hancock phải tìm cách xoa dịu lo ngại rằng một Tổng thống Đảng Dân chủ sẽ đảo ngược kết quả của Nội chiến và Tái thiết, một chiến lược tranh cử phổ biến của Đảng Cộng hòa. Không giống như Garfield, Hancock không có bất kỳ kinh nghiệm nào với các chức vụ dân cử, nhưng lá thư chấp nhận đề cử của ông không cho biết rõ ràng sở thích chính trị của ông. Hancock tiếp tục tại ngũ trong suốt chiến dịch tranh cử tại Đảo Thống đốc ở Cảng New York.

### Weaver

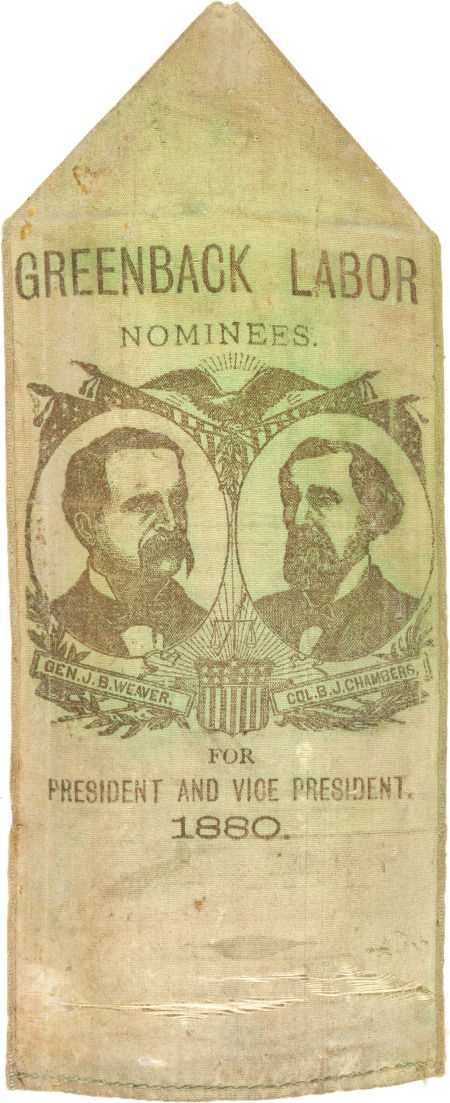
Ruy băng chiến dịch của Weaver–Chambers

James Baird Weaver sinh ra ở Ohio và chuyển đến Iowa khi còn nhỏ khi gia đình anh đòi một ngôi nhà ở biên giới. Ông bắt đầu hoạt động chính trị khi còn trẻ và là người ủng hộ quyền của nông dân và người lao động, đã từng tham gia và rời bỏ một số đảng phái chính trị để hiện thực hóa lý tưởng của ông. Sau khi phục vụ trong Quân đội Liên bang trong Nội chiến, Weaver trở lại Iowa và làm việc cho chiến dịch tranh cử của các ứng cử viên Đảng Cộng hòa. Sau nhiều nỗ lực không thành công trong việc giành đề cử của Đảng Cộng hòa vào các chức vụ khác nhau và ngày càng không hài lòng với phe bảo thủ của đảng, vào năm 1877, Weaver chuyển sang Đảng Đồng bạc xanh, ủng hộ việc tăng nguồn cung tiền và gia tăng các quy định đối với các doanh nghiệp lớn. Là một đảng viên Đảng đồng bạc xanh, với sự ủng hộ của đảng Dân chủ, Weaver thắng cử vào Hạ viện năm 1878.
Không giống như các ứng cử viên chính của 2 đảng lớn, Weaver, thay vì lui về nhà, đã có nhiều bài phát biểu trên khắp đất nước. Đồng tranh cử của ông, Chambers, cũng làm như vậy, cho đến khi bị ngã từ một chuyến tàu vào tháng 7 khiến ông bị tàn tật trong suốt thời gian của cuộc bầu cử. Vì Đảng Đồng bạc xanh là đảng duy nhất có liên danh tranh cử bao gồm một người miền Nam, ông ấy hy vọng sẽ thắng nhiều bang tại đây. Con đường dẫn đến chiến thắng của Weaver, vốn đã khó xảy ra, lại càng trở nên khó khăn hơn khi ông từ chối phối hợp tranh cử ở các bang mà sức mạnh của cả Đảng Dân chủ và Đồng bạc xanh có thể vượt qua Đảng Cộng hòa. Thông điệp về hòa nhập chủng tộc của đảng ông cũng báo trước khó khăn ở miền Nam, vì những đảng viên Đồng bạc xanh sẽ đối mặt với những trở ngại giống như những gì đảng viên Cộng hòa đã gặp phải khi đối mặt với tình trạng tước quyền bầu cử của người da đen ngày càng gia tăng.

## Chiến dịch

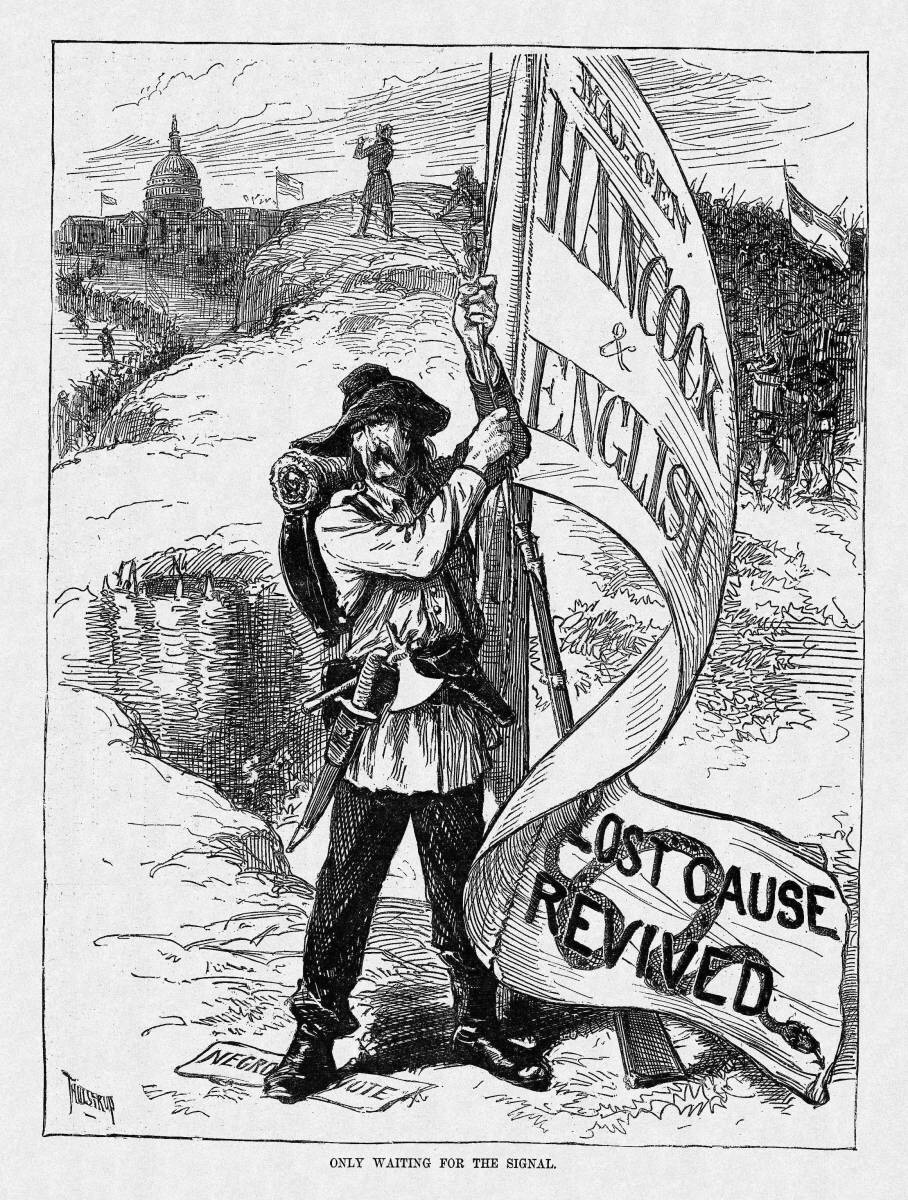
Một bức tranh từ Tuần báo Harper miêu tả rằng Hancock sẽ lật ngược kết quả của cuộc Nội chiến, đem lại chiến thắng cho Liên minh Miền Nam

### Áo đẫm máu
Hancock và các đảng viên Đảng Dân chủ dự kiến sẽ giành chiến thắng ở hầu hết các bang Miền Nam cứng rắn, trong khi phần lớn miền Bắc được coi là lãnh thổ an toàn cho Garfield và các đảng viên Cộng hòa; hầu hết chiến dịch sẽ liên quan đến một số bang dao động như New York và Indiana. Các cuộc bầu cử toàn quốc phần lớn được quyết định tại các bang dao động ở New York và Trung Tây. Sự khác biệt về lý tưởng giữa các ứng cử viên của các đảng lớn là rất ít, và các đảng viên Cộng hòa bắt đầu chiến dịch tranh cử với chủ đề quen thuộc, cái mà phe đối lập gọi là "vẫy chiếc áo đẫm máu", nhắc nhở các cử tri miền Bắc rằng Đảng Dân chủ phải chịu trách nhiệm về việc ly khai và 4 năm Nội chiến đẫm máu, và rằng nếu họ nắm quyền, họ sẽ đảo ngược thành quả của cuộc chiến đó, bôi nhọ của các cựu chiến binh Liên bang và trả lương hưu cho binh lính Liên minh từ ngân khố liên bang. Với 15 năm đã trôi qua kể từ khi Nội chiến kết thúc kết hợp với việc các tướng lĩnh của Liên bang đều được đề cử làm Tổng thống từ cả đảng lớn lẫn nhỏ, những vấn đề như lòng trung thành với Liên bang trong thời chiến không còn thu hút cử tri như trước.
Về phần mình, Đảng Dân chủ đã vận động dựa trên sự nghiệp của các ứng cử viên. Họ tấn công Garfield vì mối liên hệ của ông với vụ bê bối Crédit Mobilier của Mỹ vào đầu những năm 1870, trong đó nhiều thành viên Quốc hội đã bị mua chuộc bởi tập đoàn Crédit Mobilier, một công ty xây dựng đường sắt.  Liệu Garfield có trực tiếp tham gia hay không vẫn còn là một bí ẩn, nhưng các nhà viết tiểu sử hiện đại đồng ý rằng lời kể của ông rằng ông không liên quan tới tập đoàn này là không hoàn toàn trung thực. Các đảng viên Đảng Dân chủ sử dụng vụ việc như một cách nhằm nâng cao uy tín của Hancock, người, với tư cách là một sĩ quan quân đội chuyên nghiệp, không tham gia Quốc hội. Ít người trong Đảng Cộng hòa dám trực tiếp chỉ trích "anh hùng của Gettysburg", nhưng họ lập luận rằng Hancock là người không am tường về các vấn đề chính trị, và một số đồng đội cũ của ông ấy đã có những bài phát biểu chỉ trích về tính cách của ông. 
Đảng viên Đồng bạc xanh đã nhận thấy tầm quan trọng của lòng trung thành trong Nội chiến sâu sắc hơn cả khi họ tranh giành phiếu bầu ở các bang miền Nam. Weaver bắt đầu chuyến công du miền Nam vào tháng 7 và tháng 8. Mặc dù các đảng Đồng bạc xanh địa phương đã đạt được một số thành công gần đây, nhưng cấp đảng toàn quốc, với một cựu tướng lĩnh của Liên bang và cựu thành viên đảng Cộng hòa đứng đầu, đã vấp phải sự phản đối lớn. Đảng này vẫn cố lôi kéo các cử tri da đen đi bầu, đe dọa của đảng Dân chủ, vốn được những người da trắng ủng hộ, dẫn đến bạo lực, các cuộc biểu tình chống lại Weaver bùng nổ và họ đe dọa sẽ chống lại những người ủng hộ ông. Khi Weaver vận động tranh cử ở miền Bắc vào tháng 9 và tháng 10, các đảng viên Cộng hòa cáo buộc ông cố tình làm chia rẽ sự ủng hộ đối với đảng Cộng hòa để giúp đảng Dân chủ giành chiến thắng ở các bang vùng biên. Weaver còn từ chối phối hợp với các đảng viên Đảng Dân chủ để cùng nhau đánh bại Đảng Cộng hòa. Tuy nhiên, trong các cuộc đua cấp tiểu bang, các ứng cử viên Đồng bạc xanh thường phối hợp với các ứng cử viên Đảng Dân chủ để đánh bại các ứng cử viên Đảng Cộng hòa. Trong cuộc đua giành chức thống đốc bang vào tháng 9 ở Maine, một liên minh giữa 2 đảng đã đề cử Harris M. Plaisted, người đã đánh bại Thống đốc đương nhiệm đảng Cộng hòa trong gang tấc ở bang được coi là an toàn của đảng.  Thất bại bất ngờ đã gây ra một cú sốc cho chiến dịch Garfield, và khiến họ phải suy nghĩ lại về chiến lược "vẫy chiếc áo đẫm máu" của mình.

### Thuế quan và nhập cư

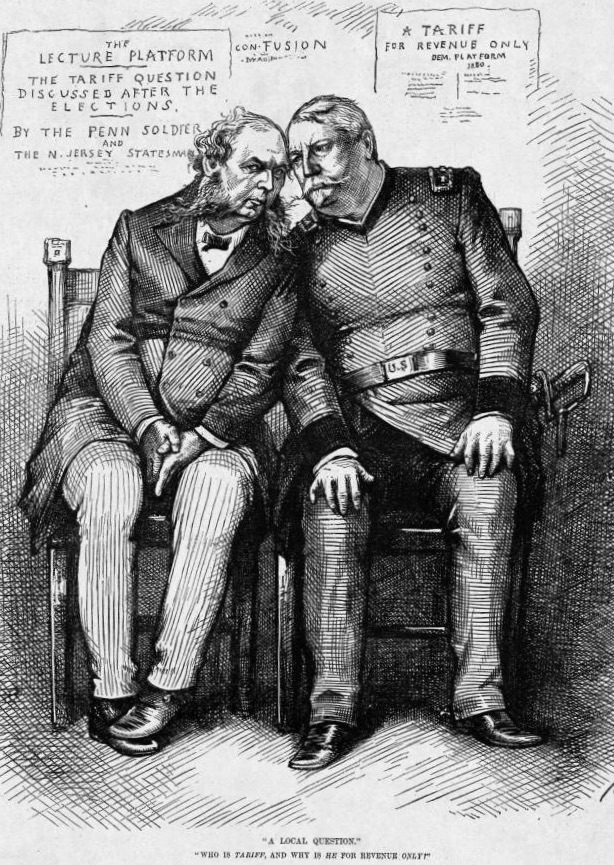
Sai lầm của Hancock về thuế quan có thể đã làm tổn hại đến vị thế của ông với các công nhân công nghiệp ở miền Bắc.

Sau thất bại ở Maine, Đảng Cộng hòa bắt đầu vận động tranh cử dựa trên các khác biệt về chính sách nhiều hơn. Điểm khác biệt lớn nhất giữa họ và Đảng Dân chủ là vấn đề về thuế quan khi Đảng Dân chủ tán thành "chỉ áp dụng thuế quan đối với ngân khố quốc gia". Đó là mức thuế sẽ chỉ được sử dụng để trang trải chi phí của chính phủ liên bang, và không được tăng để hỗ trợ các ngành cụ thể. Các nhà vận động tranh cử của Garfield đã sử dụng tuyên bố này để cho rằng Đảng Dân chủ không thông cảm với hoàn cảnh của những người lao động công nghiệp, nhóm được hưởng lợi từ mức thuế bảo hộ cao. Vấn đề thuế quan đã làm giảm sự ủng hộ đối với đảng Dân chủ ở các bang công nghiệp hóa phía Bắc - các bang quan trọng để quyết định số phận của đảng Dân chủ trong cuộc bầu cử. Hancock đã làm cho tình hình trở nên tồi tệ hơn khi cố gắng thể hiện lập trường ôn hòa, ông nói "vấn đề thuế quan là vấn đề của địa phương". Mặc dù không hoàn toàn không chính xác—các ưu đãi về thuế quan thường liên quan ít nhiều đến địa phương—nhưng tuyên bố này mâu thuẫn với cương lĩnh của Đảng Dân chủ và làm lộ ra việc Hancock không hiểu vấn đề.
Sự thay đổi trong chiến thuật dường như có hiệu quả, khi các cuộc bầu cử cấp bang vào tháng 10 ở Ohio và Indiana mang lại chiến thắng cho Đảng Cộng hòa, khiến các Đảng viên Đảng Dân chủ lo lắng về cơ hội giành chiến thắng của họ vào tháng sau. Giới tinh hoa Đảng Dân chủ đã chọn English làm đồng tranh cử với Hancock vì ông nổi tiếng ở Indiana. Với thất bại cấp tiểu bang ở đây, một số người đã bàn về việc loại English ra khỏi đề cử Phó Tổng thống, nhưng ông ấy thuyết phục họ rằng trận thua vào tháng 10 là do các vấn đề ở cấp bang nhiều hơn và rằng liên danh của Đảng Dân chủ vẫn có thể thắng Indiana, ngay cả nếu thua ở Ohio, vào tháng 11.
Trong những tuần cuối cùng trước cuộc bầu cử, vấn đề nhập cư của người Hoa đã làm nóng cuộc đua. Cả 2 đảng chính (cũng như Đảng Đồng bạc xanh) đều cam kết trong cương lĩnh của họ là hạn chế nhập cư người Hoa, đây là điều mà dân lao động bản địa ở các bang miền Tây ủng hộ vì càng nhiều người Hoa nhập cư đồng nghĩa tiền lương của họ cũng giảm theo. Tuy nhiên, vào ngày 20 tháng 10, một tờ báo của Đảng Dân chủ đã đăng một bức thư, được cho là của Garfield gửi cho một nhóm doanh nhân, cam kết duy trì mức nhập cư như thời điểm hiện tại để giữ mức lương của công nhân luôn ở mức thấp. Garfield tố cáo bức thư là một âm mưu chính trị, nhưng đã quá muộn vì hơn một trăm nghìn bản sao của tờ báo này đã được công khai tại California và Oregon. Sau khi bức thư bị vạch trần là giả mạo, người viết tiểu sử của Garfield, Peskin tin rằng nó thậm chí có thể mang lại phiếu bầu cho Đảng Cộng hòa ở miền Đông, nhưng nó có thể làm vị thế của ông suy giảm ở miền Tây.

## Kết quả
Cuộc bầu cử cực kỳ có kết quả rất sát sao, với tỷ lệ cử tri đi bỏ phiếu cao bậc nhất lịch sử. Đảng Dân chủ đã nắm chắc chiến thắng tại Miền Nam, cũng như hầu hết các bang vùng biên. Đảng Cộng hòa thắng được vùng Đông Bắc và Trung Tây, giành được các bang dao động quan trọng như New York, Ohio và Indiana. Đảng Cộng hòa đã giành được số phiếu đại cử tri 214 so với 155 của Đảng Dân chủ, nhưng cách biệt tổng phiếu bầu phổ thông là dưới 2000 trên tổng số hơn 9 triệu phiếu bầu được kiểm. Đảng Cộng hòa đã giành được Hạ viện với tỷ số 147–135, nhưng Thượng viện chia đều cho 2 đảng, với Phó Tổng thống bỏ phiếu phá vỡ thế hòa.
Khi tất cả các lá phiếu được kiểm, Garfield và Hancock hơn kém nhau 2.000 phiếu bầu, đây là cách biệt trong phiếu phổ thông sít sao nhất trong lịch sử Hoa Kỳ. Các cử tri đã thể hiện mối quan tâm của họ đối với cuộc bầu cử này bằng cách đi bầu với số lượng kỷ lục; 78% cử tri đủ điều kiện đã bỏ phiếu, một trong những tỷ lệ lớn nhất trong lịch sử Hoa Kỳ. Mỗi ứng cử viên của đảng lớn chỉ giành được hơn 48% phiếu bầu. Weaver đã giành được hơn 3%, gấp 3 lần so với tổng số phiếu mà ứng cử viên Đảng Đồng bạc xanh giành được của 4 năm trước đó. Các ứng cử viên của đảng nhỏ khác có kết quả tệ hơn nhiều, khi Dow và Phelps lần lượt giành được 0,1 và 0,01%. Garfield đã thắng bang dao động quan trọng New York với cách biệt 20.000 phiếu bầu trong tổng số 1,1 triệu phiếu bầu ở đó. Các bang khác sít sao hơn nhiều; cách biệt chiến thắng của Hancock ở California chỉ là khoảng 144 phiếu bầu. 
Lá phiếu Đại cử tri đoàn dù dựa trên lá phiếu phổ thông ở từng bang nhưng do sử dụng hệ thống được ăn cả, ngã về không chứ không sử dụng cách tính tỷ lệ nên có tầm quan trọng hơn lá phiếu phổ thông. Đúng như dự đoán, Hancock đã thắng tất cả các bang miền Nam và vùng biên, trong khi Garfield thắng tất cả các bang còn lại, trừ New Jersey, nơi mà ông thua khi kém Hancock chỉ 2000 phiếu bầu. Cả hai ứng cử viên đều thắng 19 bang, nhưng chiến thắng của Garfield ở miền Bắc đông dân hơn đã đem về chiến thắng cho ông với tỷ số 214–155 đại cử tri đoàn. Sự phân chia phiếu bầu theo khu vực càng củng cố sâu sắc hơn việc Đảng Cộng hòa không thể thắng miền Nam sau Tái thiết, nhưng chứng minh rằng họ có thể giành chiến thắng mà không cần cạnh tranh ở đây.  Ngay cả khi Weaver bắt tay với đảng Dân chủ, thì Hancock chỉ thắng thêm Indiana và đảng Cộng hòa vẫn chiếm đa số trong cử tri đoàn. Hancock tin chắc rằng đảng Cộng hòa thắng New York nhờ gian lận. Thiếu bằng chứng và ký ức về hỗn loạn trong cuộc bầu cử gây tranh cãi 4 năm trước đó, Đảng Dân chủ đã không truy tận gốc vấn đề này.
California lần đầu tiên ủng hộ cho người thua đến từ Đảng Dân chủ, điều sẽ không xảy ra nữa cho đến năm 2000. Đảng Cộng hòa sẽ không giành chiến thắng nếu không có New Jersey và Delaware cho đến năm 2000. Nevada cũng lần đầu tiên bỏ phiếu cho ứng cử viên Đảng Dân chủ thua cuộc.

### Bất thường
Tại Virginia, sự chia rẽ trong Đảng Dân chủ về việc thanh toán các khoản nợ của tiểu bang đã dẫn đến việc hai phe phái cùng trong Đảng Dân chủ thực hiện các chiến dịch khác nhau tại đây, một là phái "Funder", ủng hộ trả hết khoản nợ; một là phái "Readjuster", không ủng hộ điều này. Cả 2 phe đều ủng hộ Hancock. Các đảng viên Cộng hòa ban đầu hy vọng sự chia rẽ có thể giúp Garfield giành được bang này, nhưng kết quả lại khác. Readjuster mang về cho Hancock 31.527 phiếu bầu, trong khi chỉ phe Funder đã mang về 96.449 phiếu bầu, đủ để đánh bại Đảng Cộng hòa, chỉ giành 84.020 phiếu bầu.
Mặc dù Hancock đã giành được phần nhiều phiếu phổ thông của Georgia một cách dễ dàng, nhưng có sự bất thường trong số phiếu đại cử tri tại đây. Theo Điều II, Mục 1, khoản 3 của Hiến pháp, "Quốc hội có thể ấn định thời điểm lựa chọn các Đại cử tri, và ngày mà họ sẽ bỏ phiếu; ngày đó sẽ giống nhau trên toàn Hoa Kỳ." Năm 1792, Quốc hội ấn định ngày Đại cử tri đoàn sẽ bỏ phiếu vào thứ Tư đầu tiên của tháng 12, ngày này vào năm 1880 rơi vào ngày 1 tháng 12. Tuy nhiên, các đại cử tri Georgia đã không bỏ phiếu vào ngày 1 tháng 12, thay vào đó bỏ phiếu vào thứ Tư tuần sau, ngày 8 tháng 12. Quốc hội, sau đó, vẫn kiểm phiếu bầu của Georgia; nếu họ không làm như vậy, số phiếu đại cử tri của Hancock sẽ giảm xuống 144 chứ không phải 155.

### Kết quả chi tiết
| Ứng cử viên Tổng thống         | Đảng                           | Bang nhà                       | Phiếu Phổ thông                | Phiếu Phổ thông                | Phiếu Đại cử tri | Đồng tranh cử                | Đồng tranh cử | Đồng tranh cử    |
| Ứng cử viên Tổng thống         | Đảng                           | Bang nhà                       | Số phiếu                       | %                              | Phiếu Đại cử tri | Ứng cử viên Phó Tổng thống   | Bang nhà      | Phiếu Đại cử tri |
| ------------------------------ | ------------------------------ | ------------------------------ | ------------------------------ | ------------------------------ | ---------------- | ---------------------------- | ------------- | ---------------- |
| James Abram Garfield           | Cộng hòa                       | Ohio                           | 4.454.443                      | 48,32%                         | 214              | Chester Alan Arthur          | New York      | 214              |
| Winfield Scott Hancock         | Dân chủ                        | Pennsylvania                   | 4.444.976                      | 48,21%                         | 155              | William Hayden English       | Indiana       | 155              |
| James Baird Weaver             | Đồng bạc Xanh                  | Iowa                           | 308.649                        | 3,35%                          | 0                | Barzillai Jefferson Chambers | Texas         | 0                |
| Neal Dow                       | Cấm rượu                       | Maine                          | 10.364                         | 0,11%                          | 0                | Henry Adams Thompson         | Ohio          | 0                |
| John Wolcott Phelps            | Chống Hội Tam điểm             | Vermont                        | 1.045                          | 0,01%                          | 0                | Samuel Clarke Pomeroy        | Kansas        | 0                |
| Tổng cộng                      | Tổng cộng                      | Tổng cộng                      | 9.219.477                      | 100%                           | 369              |                              |               | 369              |
| Cần thiết để giành chiến thắng | Cần thiết để giành chiến thắng | Cần thiết để giành chiến thắng | Cần thiết để giành chiến thắng | Cần thiết để giành chiến thắng | 185              |                              |               | 185              |

| \| Phiếu Phổ thông \| Phiếu Phổ thông \| Phiếu Phổ thông \| Phiếu Phổ thông \| Phiếu Phổ thông \| \| --------------- \| --------------- \| --------------- \| --------------- \| --------------- \| \| \| \| \| \| \| \| Garfield \| Garfield \| \| 48.32% \| 48.32% \| \| Hancock \| Hancock \| \| 48.21% \| 48.21% \| \| Weaver \| Weaver \| \| 3.35% \| 3.35% \| \| Khác \| Khác \| \| 0.12% \| 0.12% \| |          |  |        |        |
| Phiếu Phổ thông |          |  |        |        |
| |          |  |        |        |
| Garfield | Garfield |  | 48.32% | 48.32% |
| Hancock | Hancock  |  | 48.21% | 48.21% |
| Weaver | Weaver   |  | 3.35%  | 3.35%  |
| Khác | Khác     |  | 0.12%  | 0.12%  |

| \| Phiếu Đại cử tri \| Phiếu Đại cử tri \| Phiếu Đại cử tri \| Phiếu Đại cử tri \| Phiếu Đại cử tri \| \| ---------------- \| ---------------- \| ---------------- \| ---------------- \| ---------------- \| \| \| \| \| \| \| \| Garfield \| Garfield \| \| 57.99% \| 57.99% \| \| Hancock \| Hancock \| \| 42.01% \| 42.01% \| |          |  |        |        |
| Phiếu Đại cử tri |          |  |        |        |
| |          |  |        |        |
| Garfield | Garfield |  | 57.99% | 57.99% |
| Hancock | Hancock  |  | 42.01% | 42.01% |

### Kết quả theo bản đồ

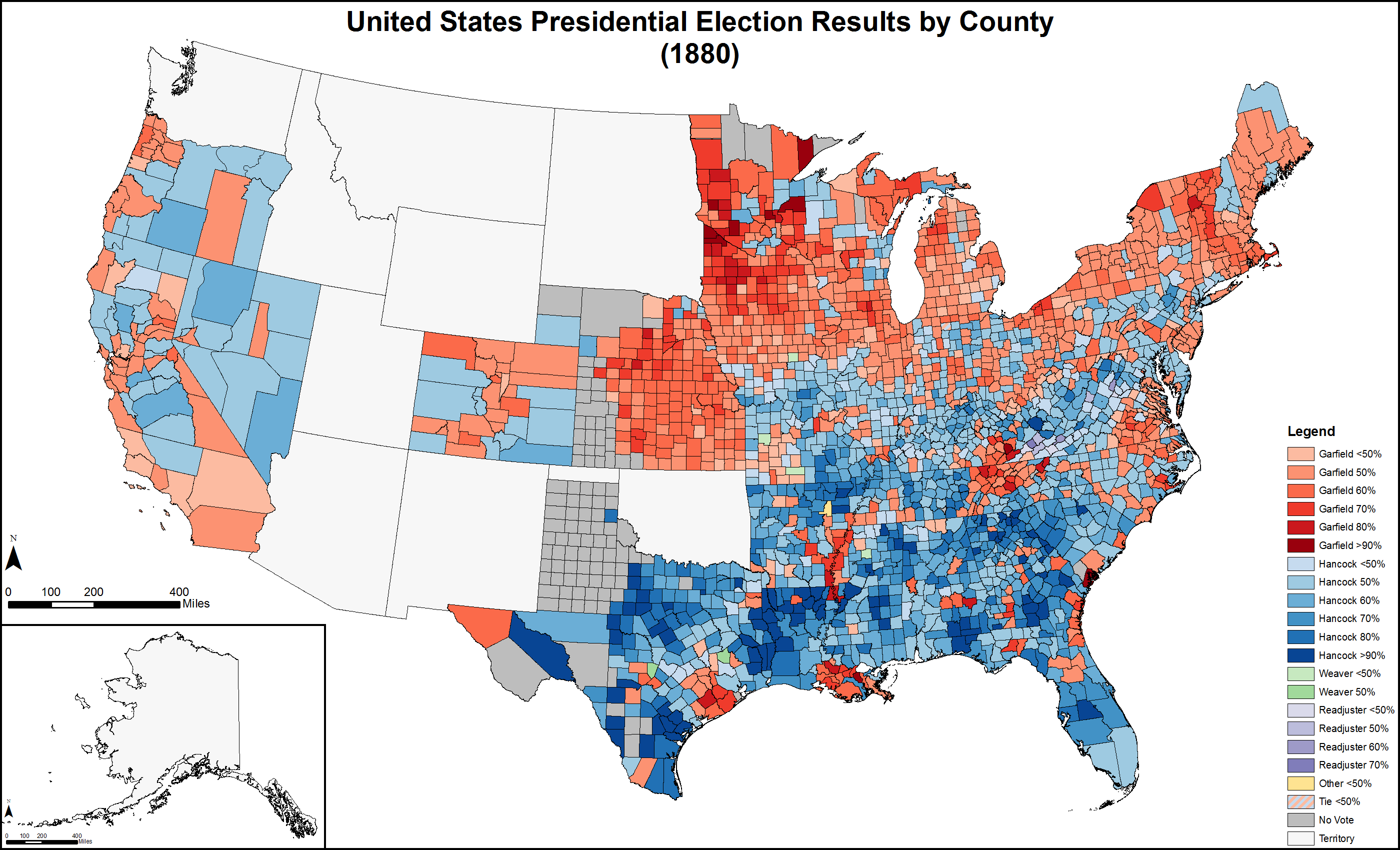
Kết quả theo quận
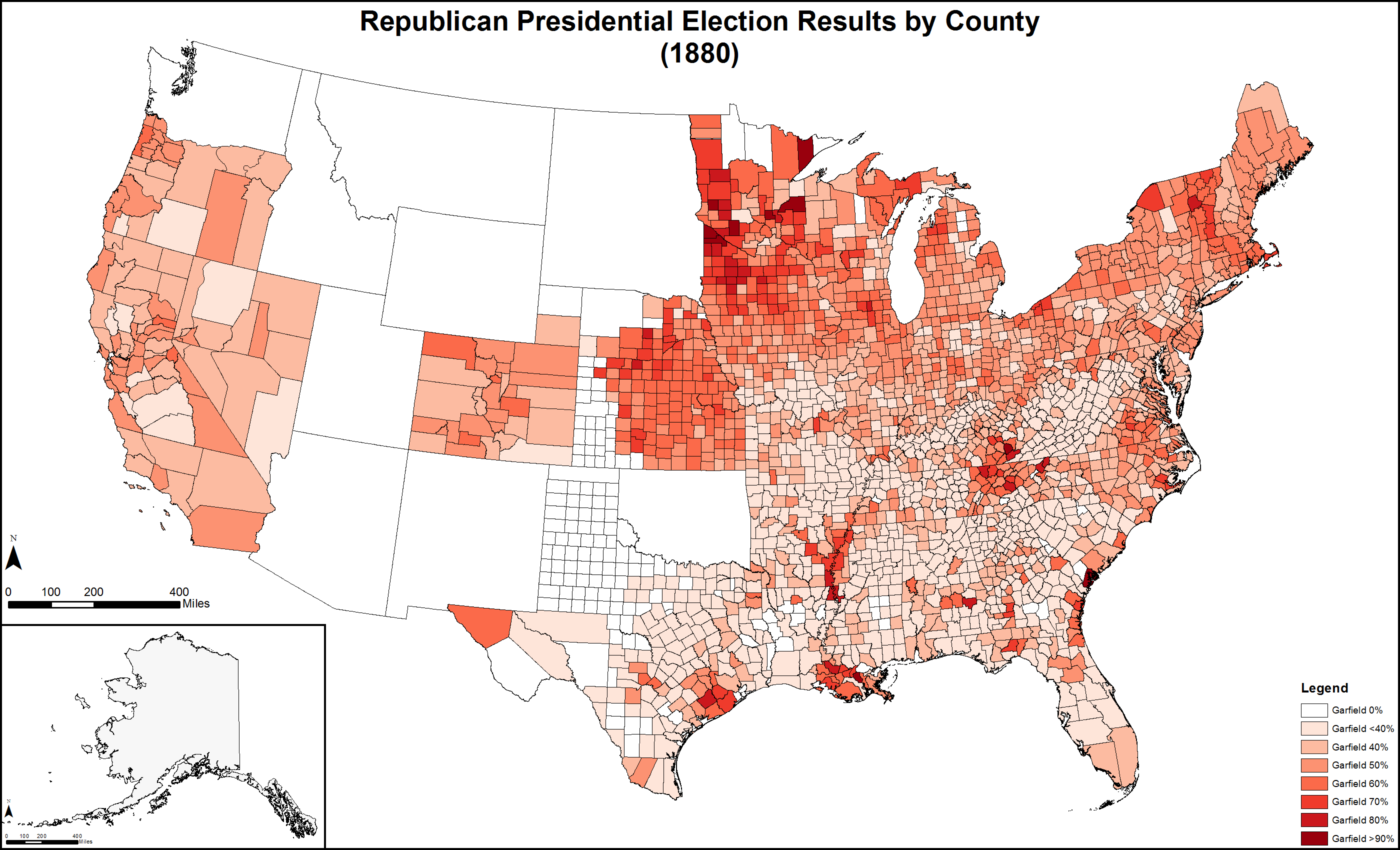
Quận bầu cho Đảng Cộng hòa, được tô sắc theo phần trăm phiếu bầu
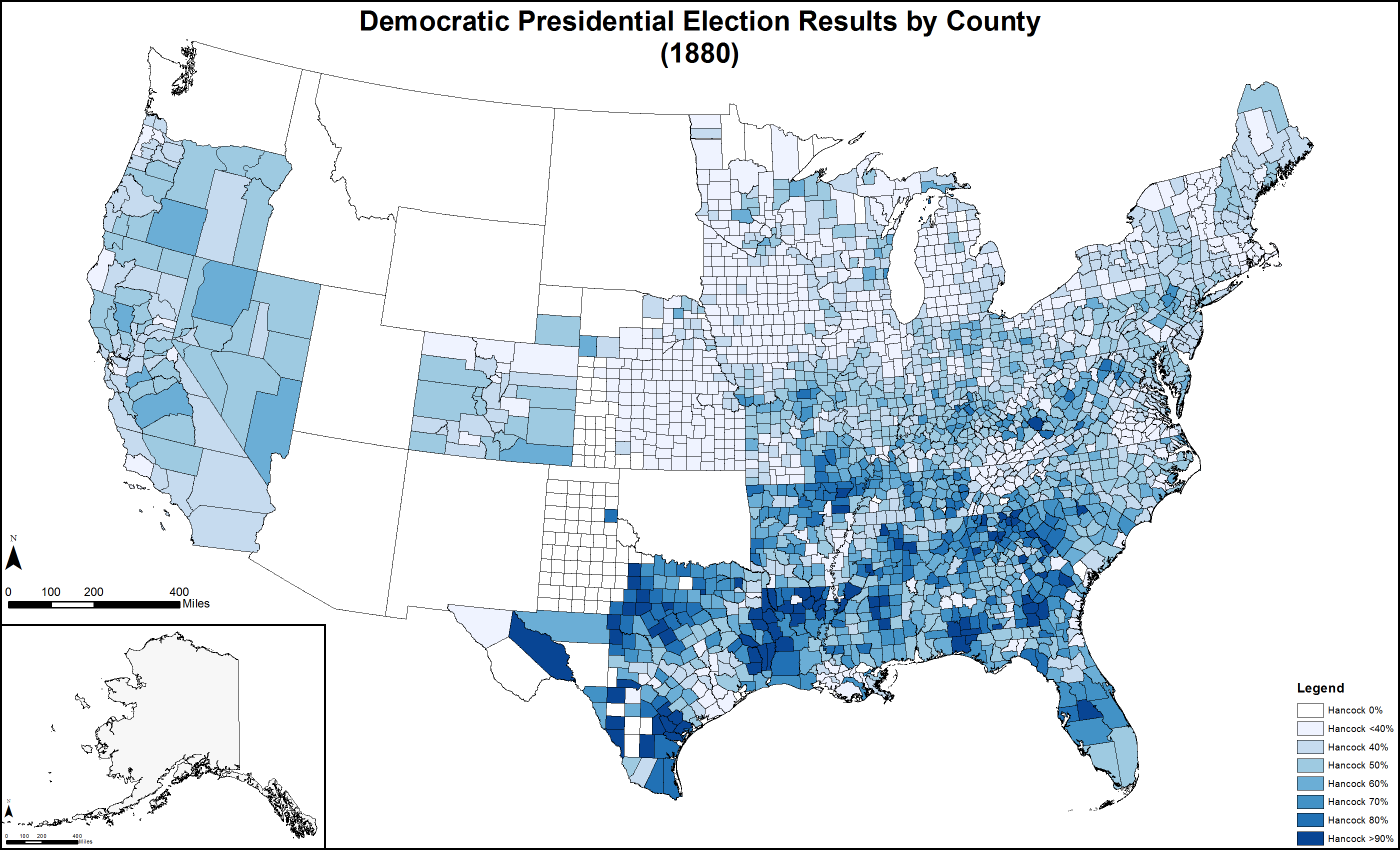
Quận bầu cho Đảng Dân chủ, được tô sắc theo phần trăm phiếu bầu
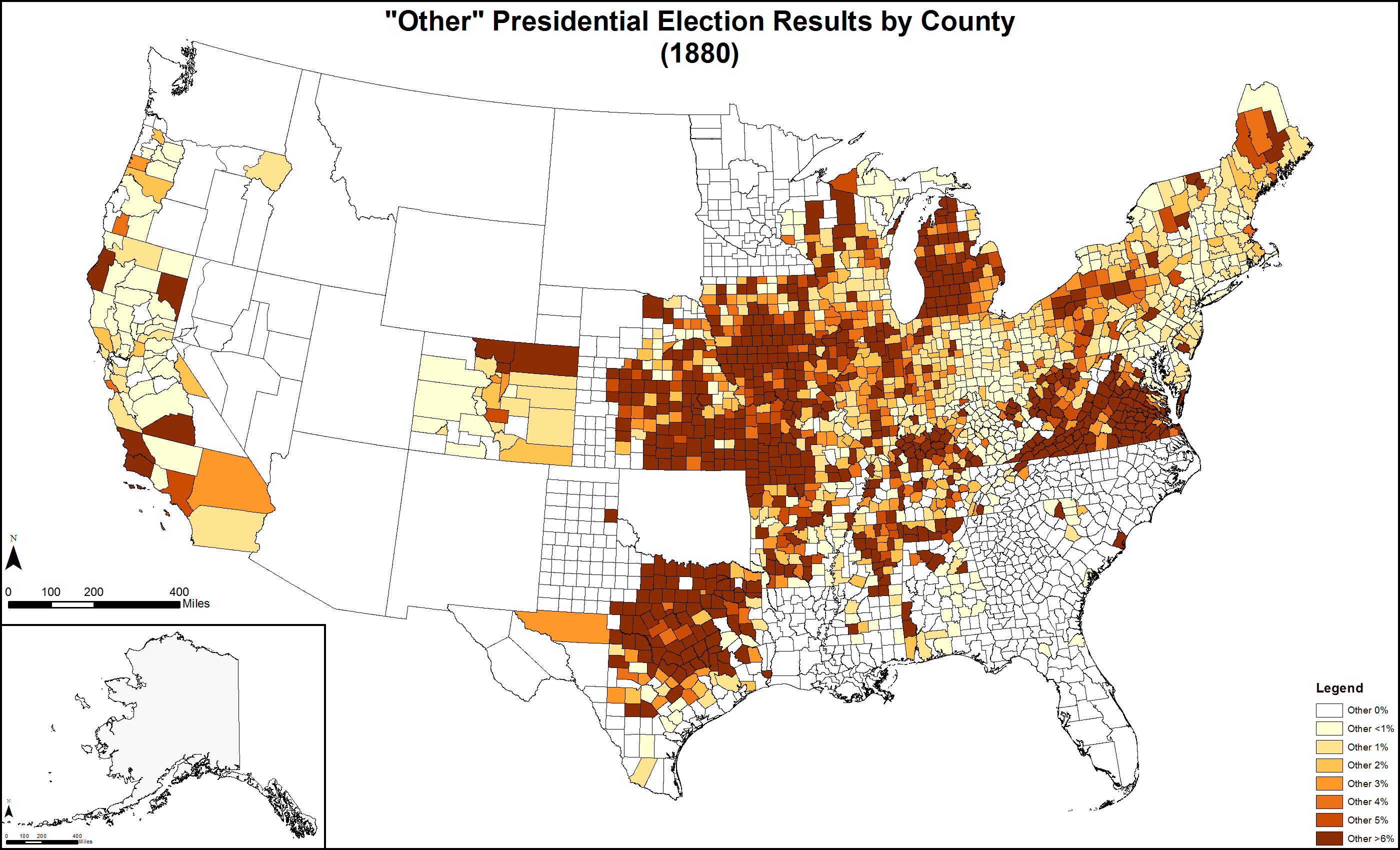
Quận bầu cho ứng cử viên "Khác", được tô sắc theo phần trăm phiếu bầu

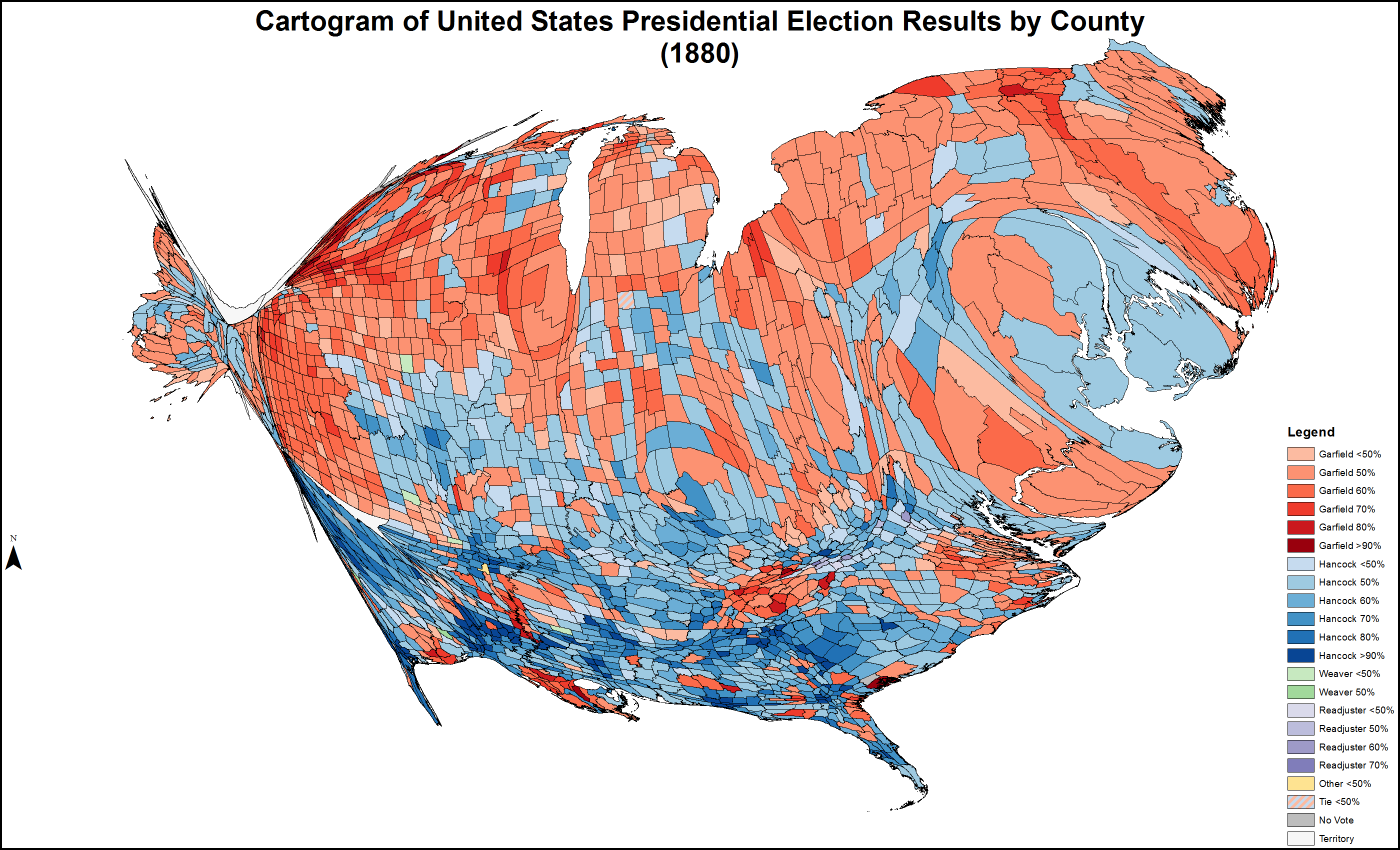
Tích đồ biểu thị kết quả theo quận
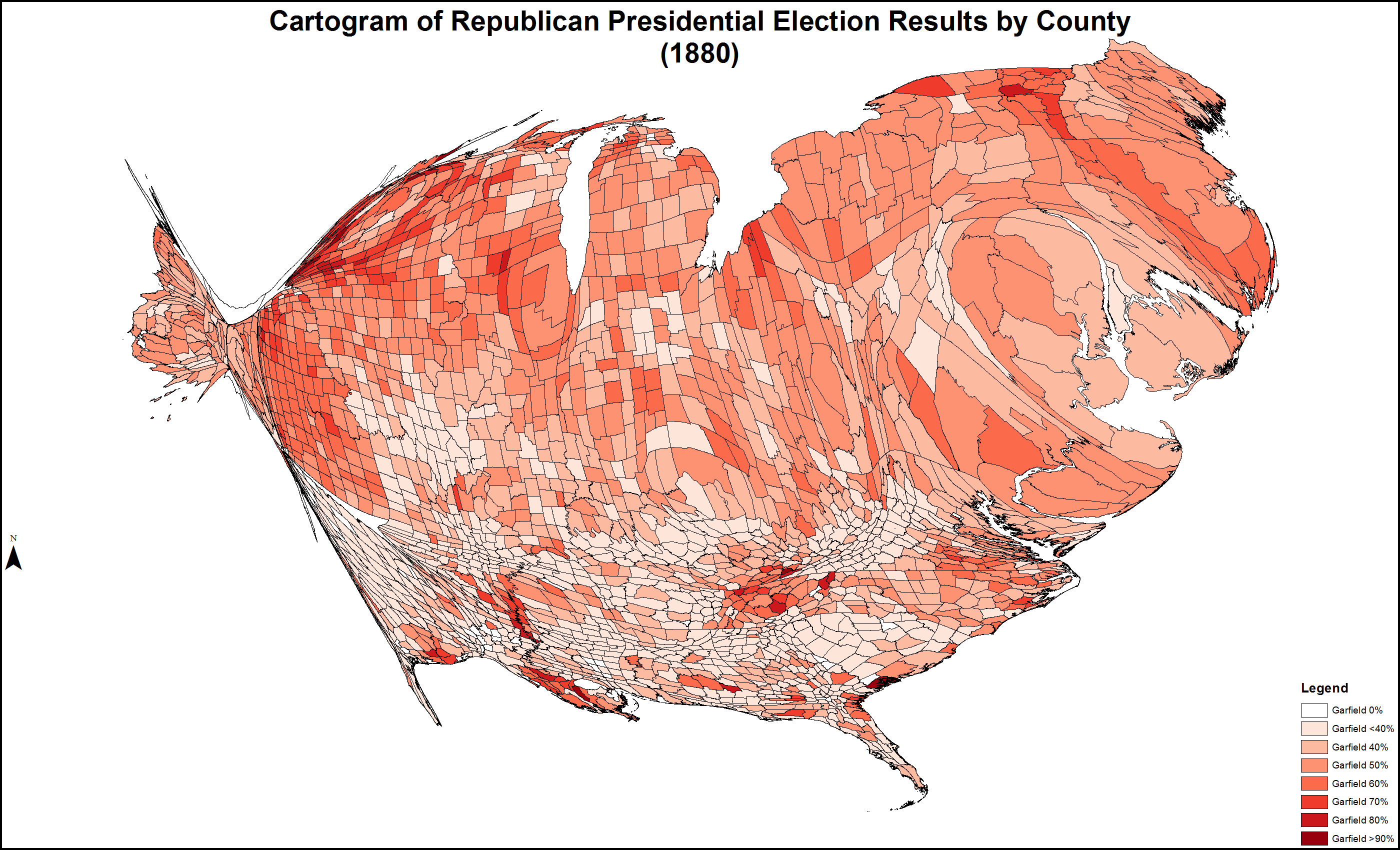
Tích đồ biểu thị Quận bầu cho Đảng Cộng hòa
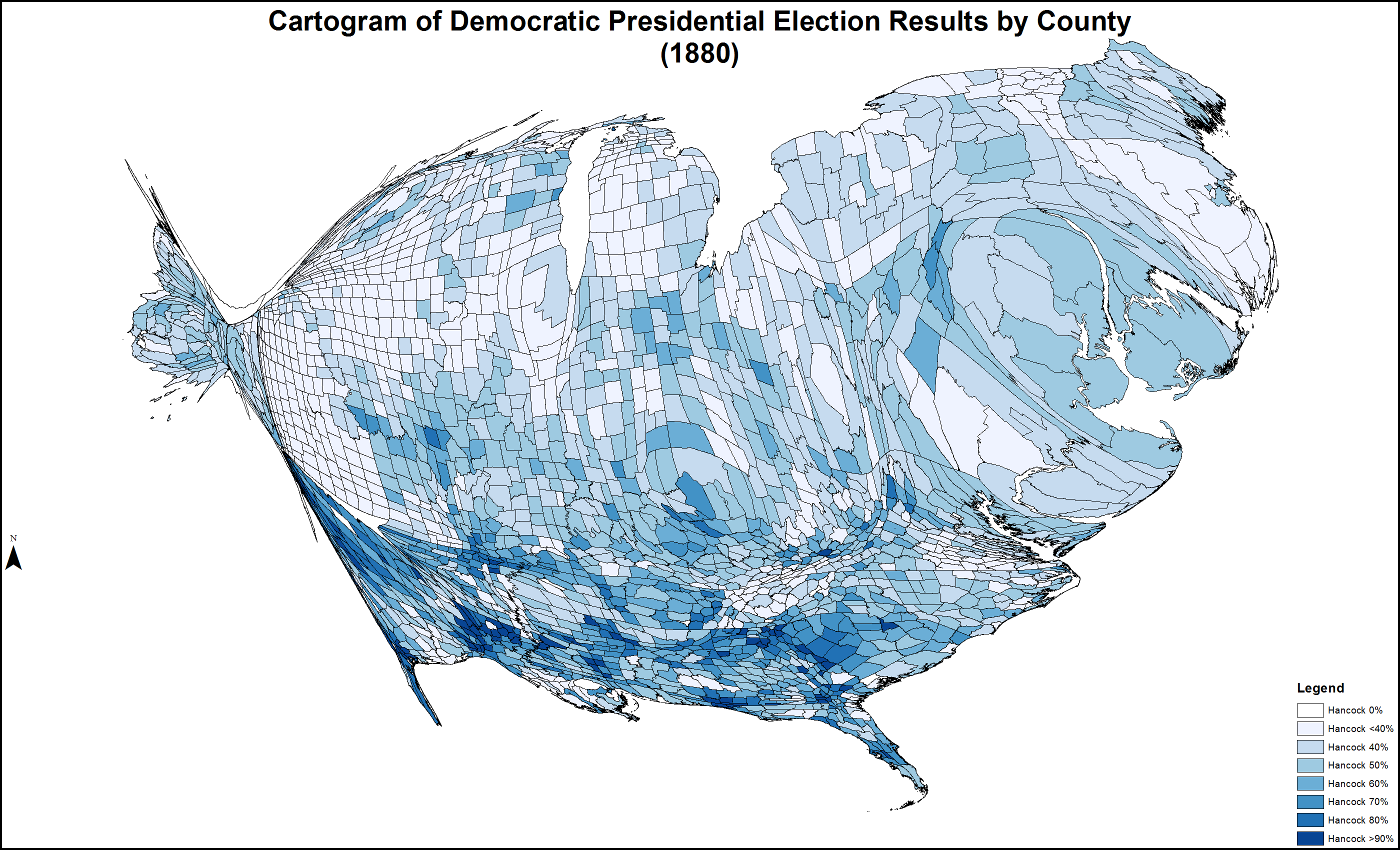
Tích đồ biểu thị Quận bầu cho Đảng Dân chủ
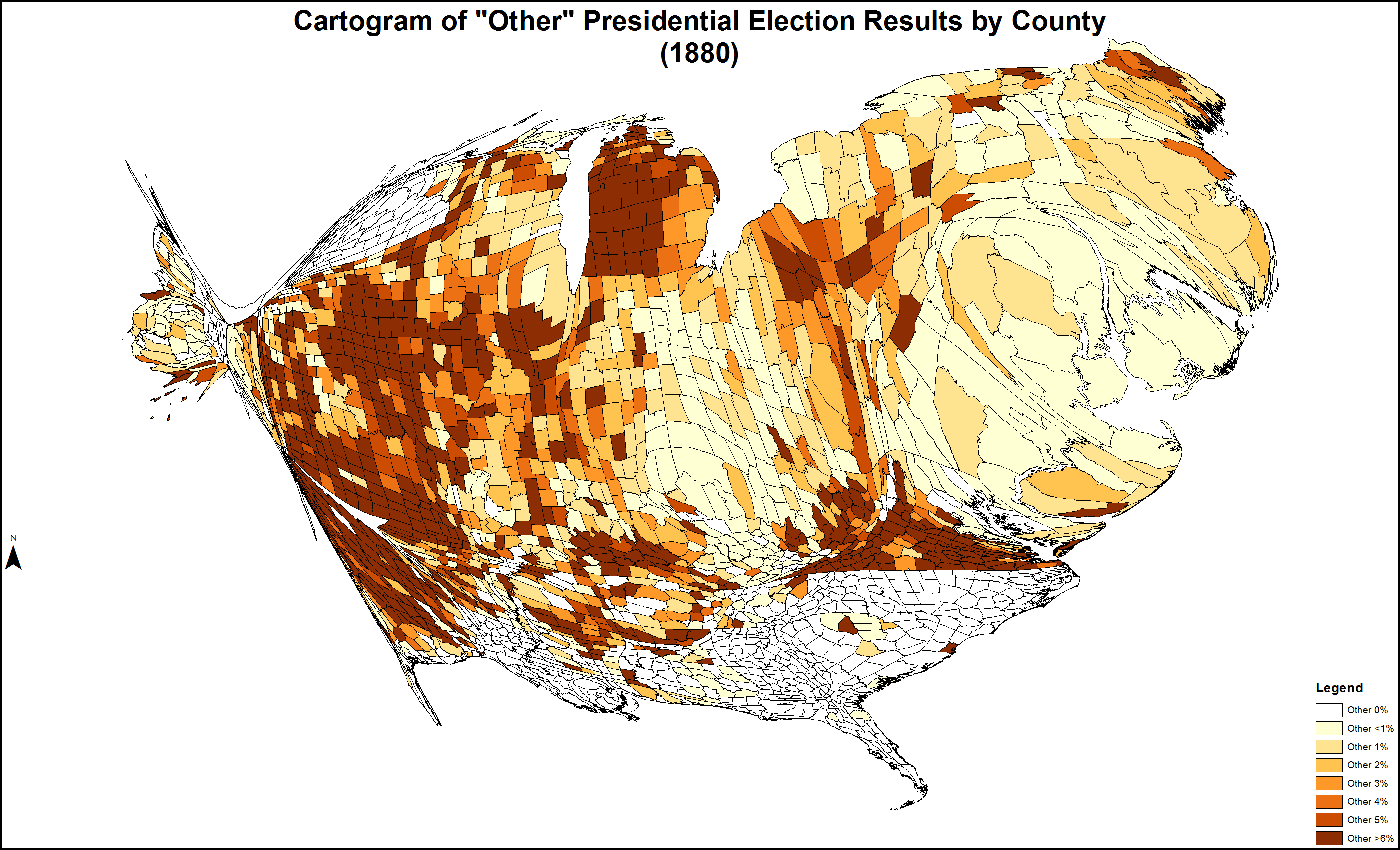
Tích đồ biểu thị Quận bầu cho ứng cử viên "Khác"

### Kết quản theo tiểu bang
| Bang/Quận thắng bởi Hancock/English |
| Bang/Quận thắng bởi Garfield/Arthur |

|                |                  | James Garfield Cộng hòa | James Garfield Cộng hòa | James Garfield Cộng hòa | Winfield Hancock Dân chủ | Winfield Hancock Dân chủ | Winfield Hancock Dân chủ | James Weaver Đồng bạc xanh | James Weaver Đồng bạc xanh | James Weaver Đồng bạc xanh | Neal Dow Cám rượu | Neal Dow Cám rượu | Neal Dow Cám rượu | John Phelps Chống Hội Tam điểm | John Phelps Chống Hội Tam điểm | John Phelps Chống Hội Tam điểm | Cách biệt | Cách biệt | Tổng cộng | Tổng cộng |
| Tiểu bang      | phiếu đại cử tri | #                       | %                       | phiếu đại cử tri        | #                        | %                        | phiếu đại cử tri         | #                          | %                          | phiếu đại cử tri           | #                 | %                 | phiếu đại cử tri  | #                              | %                              | phiếu đại cử tri               | #         | %         | #         |           |
| -------------- | ---------------- | ----------------------- | ----------------------- | ----------------------- | ------------------------ | ------------------------ | ------------------------ | -------------------------- | -------------------------- | -------------------------- | ----------------- | ----------------- | ----------------- | ------------------------------ | ------------------------------ | ------------------------------ | --------- | --------- | --------- | --------- |
| Alabama        | 10               | 56,221                  | 36.98                   | –                       | 91,185                   | 59.97                    | 10                       | 4,642                      | 3.05                       | –                          | –                 | –                 | –                 | –                              | –                              | –                              | −34,964   | −22.99    | 152,048   | AL        |
| Arkansas       | 6                | 42,436                  | 39.55                   | –                       | 60,775                   | 56.65                    | 6                        | 4,079                      | 3.80                       | –                          | –                 | –                 | –                 | –                              | –                              | –                              | −18,339   | −17.10    | 107,290   | AR        |
| California     | 6                | 80,348                  | 48.92                   | 1                       | 80,443                   | 48.98                    | 5                        | 3,395                      | 2.07                       | –                          | 59                | 0.04              | –                 | –                              | –                              | –                              | −95       | −0.06     | 164,245   | CA        |
| Colorado       | 3                | 27,450                  | 51.26                   | 3                       | 24,647                   | 46.03                    | –                        | 1,435                      | 2.68                       | –                          | –                 | –                 | –                 | –                              | –                              | –                              | 2,803     | 5.23      | 53,546    | CO        |
| Connecticut    | 6                | 67,071                  | 50.52                   | 6                       | 64,415                   | 48.52                    | –                        | 868                        | 0.65                       | –                          | 409               | 0.31              | –                 | –                              | –                              | –                              | 2,656     | 2.00      | 132,802   | CT        |
| Delaware       | 3                | 14,133                  | 47.86                   | –                       | 15,275                   | 51.73                    | 3                        | 120                        | 0.41                       | –                          | –                 | –                 | –                 | –                              | –                              | –                              | −1,142    | −3.87     | 29,528    | DE        |
| Florida        | 4                | 23,654                  | 45.83                   | –                       | 27,964                   | 54.17                    | 4                        | –                          | –                          | –                          | –                 | –                 | –                 | –                              | –                              | –                              | −4,310    | −8.35     | 51,618    | FL        |
| Georgia        | 11               | 54,086                  | 34.33                   | –                       | 102,470                  | 65.05                    | 11                       | –                          | –                          | –                          | –                 | –                 | –                 | –                              | –                              | –                              | −48,384   | −30.72    | 156,556   | GA        |
| Illinois       | 21               | 318,037                 | 51.11                   | 21                      | 277,321                  | 44.56                    | –                        | 26,358                     | 4.24                       | –                          | 443               | 0.07              | –                 | 153                            | 0.02                           | –                              | 40,716    | 6.54      | 622,312   | IL        |
| Indiana        | 15               | 232,164                 | 49.33                   | 15                      | 225,522                  | 47.91                    | –                        | 12,986                     | 2.76                       | –                          | –                 | –                 | –                 | –                              | –                              | –                              | 6,642     | 1.41      | 470,672   | IN        |
| Iowa           | 11               | 183,927                 | 56.85                   | 11                      | 105,845                  | 32.72                    | –                        | 32,701                     | 10.11                      | –                          | 592               | 0.18              | –                 | 433                            | 0.13                           | –                              | 78,082    | 24.13     | 323,498   | IA        |
| Kansas         | 5                | 121,549                 | 60.40                   | 5                       | 59,801                   | 29.72                    | –                        | 19,851                     | 9.87                       | –                          | 25                | 0.01              | –                 | –                              | –                              | –                              | 61,748    | 30.68     | 201,226   | KS        |
| Kentucky       | 12               | 106,306                 | 39.80                   | –                       | 149,068                  | 55.80                    | 12                       | 11,499                     | 4.30                       | –                          | 258               | 0.10              | –                 | –                              | –                              | –                              | −42,762   | −16.00    | 267,104   | KY        |
| Louisiana      | 8                | 38,637                  | 37.10                   | –                       | 65,067                   | 62.48                    | 8                        | 439                        | 0.42                       | –                          | –                 | –                 | –                 | –                              | –                              | –                              | −26,430   | −25.38    | 104,143   | LA        |
| Maine          | 7                | 74,056                  | 51.45                   | 7                       | 65,171                   | 45.28                    | –                        | 4,480                      | 3.11                       | –                          | 93                | 0.06              | –                 | 142                            | 0.10                           | –                              | 8,841     | 6.14      | 143,903   | ME        |
| Maryland       | 8                | 78,515                  | 45.37                   | –                       | 93,706                   | 54.15                    | 8                        | 818                        | 0.47                       | –                          | –                 | –                 | –                 | –                              | –                              | –                              | −15,191   | −8.78     | 173,039   | MD        |
| Massachusetts  | 13               | 165,205                 | 58.50                   | 13                      | 111,690                  | 39.65                    | –                        | 4,548                      | 1.61                       | –                          | 682               | 0.24              | –                 | –                              | –                              | –                              | 53,515    | 18.85     | 282,125   | MA        |
| Michigan       | 11               | 185,341                 | 52.54                   | 11                      | 131,597                  | 37.30                    | –                        | 34,895                     | 9.89                       | –                          | 942               | 0.27              | –                 | 2                              | 0.00                           | –                              | 53,744    | 15.24     | 352,777   | MI        |
| Minnesota      | 5                | 93,903                  | 62.28                   | 5                       | 53,315                   | 35.36                    | –                        | 3,267                      | 2.17                       | –                          | 286               | 0.19              | –                 | –                              | –                              | –                              | 40,587    | 26.92     | 150,771   | MN        |
| Mississippi    | 8                | 34,854                  | 29.94                   | –                       | 75,750                   | 65.08                    | 8                        | 5,797                      | 4.98                       | –                          | –                 | –                 | –                 | –                              | –                              | –                              | −40,896   | −35.14    | 116,401   | MS        |
| Missouri       | 15               | 153,567                 | 38.65                   | –                       | 208,609                  | 52.51                    | 15                       | 35,135                     | 8.84                       | –                          | –                 | –                 | –                 | –                              | –                              | –                              | −55,042   | −13.86    | 400,311   | MO        |
| Nebraska       | 3                | 54,979                  | 62.87                   | 3                       | 28,523                   | 32.62                    | –                        | 3,950                      | 4.52                       | –                          | –                 | –                 | –                 | –                              | –                              | –                              | 26,456    | 30.25     | 87,452    | NE        |
| Nevada         | 3                | 8,732                   | 47.60                   | –                       | 9,613                    | 52.40                    | 3                        | –                          | –                          | –                          | –                 | –                 | –                 | –                              | –                              | –                              | −881      | −4.80     | 18,345    | NV        |
| New Hampshire  | 5                | 44,852                  | 51.94                   | 5                       | 40,794                   | 47.24                    | –                        | 528                        | 0.61                       | –                          | 180               | 0.21              | –                 | –                              | –                              | –                              | 4,058     | 4.70      | 86,354    | NH        |
| New Jersey     | 9                | 120,555                 | 49.02                   | –                       | 122,565                  | 49.84                    | 9                        | 2,617                      | 1.06                       | –                          | 191               | 0.08              | –                 | –                              | –                              | –                              | −2,010    | −0.82     | 245,928   | NJ        |
| New York       | 35               | 555,544                 | 50.32                   | 35                      | 534,511                  | 48.42                    | –                        | 12,373                     | 1.12                       | –                          | 1,517             | 0.14              | –                 | 75                             | .01                            | –                              | 21,033    | 1.91      | 1,103,945 | NY        |
| North Carolina | 10               | 115,874                 | 48.04                   | –                       | 124,208                  | 51.49                    | 10                       | 1,126                      | 0.47                       | –                          | –                 | –                 | –                 | –                              | –                              | –                              | −8,334    | −3.45     | 241,208   | NC        |
| Ohio           | 22               | 375,048                 | 51.73                   | 22                      | 340,821                  | 47.01                    | –                        | 6,456                      | 0.89                       | –                          | 2,616             | 0.36              | –                 | –                              | –                              | –                              | 34,227    | 4.72      | 724,967   | OH        |
| Oregon         | 3                | 20,619                  | 50.51                   | 3                       | 19,955                   | 48.89                    | –                        | 245                        | 0.60                       | –                          | –                 | –                 | –                 | –                              | –                              | –                              | 664       | 1.64      | 40,819    | OR        |
| Pennsylvania   | 29               | 444,704                 | 50.84                   | 29                      | 407,428                  | 46.57                    | –                        | 20,668                     | 2.36                       | –                          | 1,939             | 0.22              | –                 | 44                             | 0.01                           | –                              | 37,276    | 4.26      | 874,783   | PA        |
| Rhode Island   | 4                | 18,195                  | 62.24                   | 4                       | 10,779                   | 36.87                    | –                        | 236                        | 0.81                       | –                          | 20                | 0.07              | –                 | –                              | –                              | –                              | 7,416     | 25.37     | 29,235    | RI        |
| South Carolina | 7                | 58,071                  | 33.97                   | –                       | 112,312                  | 65.70                    | 7                        | 566                        | 0.33                       | –                          | –                 | –                 | –                 | –                              | –                              | –                              | −54,241   | −31.73    | 170,949   | SC        |
| Tennessee      | 12               | 107,677                 | 44.53                   | –                       | 129,191                  | 53.01                    | 12                       | 5,917                      | 2.45                       | –                          | 43                | 0.02              | –                 | –                              | –                              | –                              | −21,514   | −8.48     | 242,828   | TN        |
| Texas          | 8                | 57,893                  | 23.95                   | –                       | 156,428                  | 64.71                    | 8                        | 27,405                     | 11.34                      | –                          | –                 | –                 | –                 | –                              | –                              | –                              | −98,535   | −40.76    | 241,726   | TX        |
| Vermont        | 5                | 45,567                  | 69.88                   | 5                       | 18,316                   | 28.09                    | –                        | 1,215                      | 1.86                       | –                          | –                 | –                 | –                 | 105                            | 0.16                           | –                              | 27,251    | 41.79     | 65,203    | VT        |
| Virginia       | 11               | 83,533                  | 39.47                   | –                       | 128,083                  | 60.53                    | 11                       | –                          | –                          | –                          | –                 | –                 | –                 | –                              | –                              | –                              | −44,550   | −21.05    | 211,616   | VA        |
| West Virginia  | 5                | 46,243                  | 41.03                   | –                       | 57,391                   | 50.92                    | 5                        | 9,079                      | 8.05                       | –                          | –                 | –                 | –                 | –                              | –                              | –                              | −11,148   | −9.89     | 112,713   | WV        |
| Wisconsin      | 10               | 144,400                 | 54.04                   | 10                      | 114,649                  | 42.91                    | –                        | 7,986                      | 2.99                       | –                          | 69                | 0.03              | –                 | 91                             | 0.03                           | –                              | 29,751    | 11.14     | 267,195   | WI        |
| TỔNG CỘNG:     | 369              | 4,454,433               | 48.32                   | 214                     | 4,444,976                | 48.21                    | 155                      | 308,649                    | 3.35                       | –                          | 10,364            | 0.11              | –                 | 1,045                          | 0.01                           | –                              | 9,457     | 0.11      | 9,219,477 | US        |

### Tiểu bang sít sao

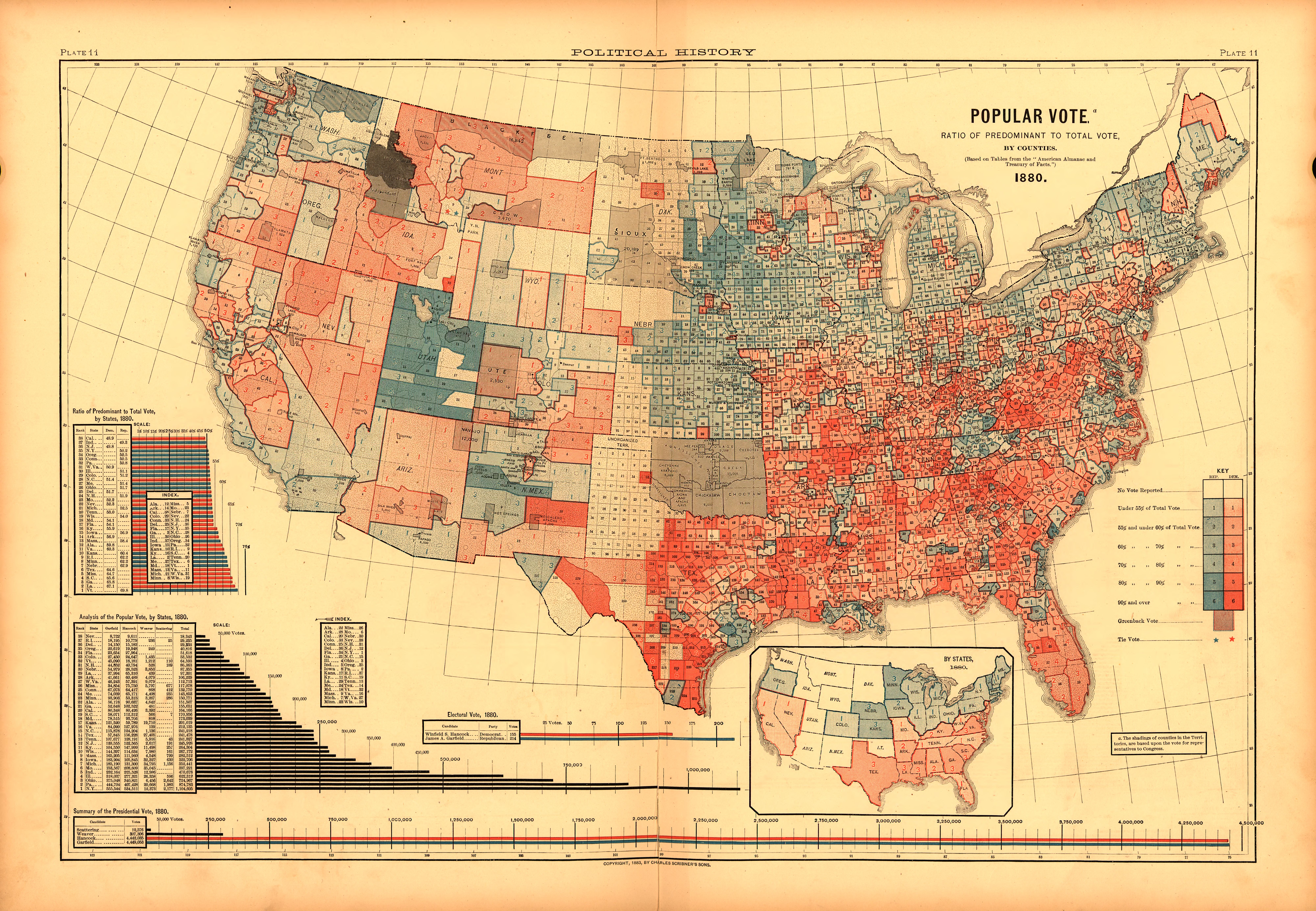
Bản đồ kết quả bầu cử trong Atlas Thống kê Hoa Kỳ của Scribner (1883)

Các bang có cách biệt chiến thắng dưới 1% (15 phiếu đại cử tri):
1. California, 0,06% (95 phiếu)
2. New Jersey, 0,82% (2.010 phiếu)

Các bang có cách biệt chiến thắng giữa 1% và 5% (131 phiếu đại cử tri)
1. Indiana, 1,41% (6.642 phiếu)
2. Oregon, 1,64% (664 phiếu)
3. New York, 1,91% (21.033 phiếu)
4. Connecticut, 2,00% (2.656 phiếu)
5. Bắc Carolina, 3,45% (8.334 phiếu)
6. Delaware, 3,87% (1.142 phiếu)
7. Pennsylvania, 4,26% (37.276 phiếu)
8. New Hampshire, 4,70% (4.058 phiếu)
9. Ohio, 4,72% (34.227 phiếu)
10. Nevada, 4,80% (881 phiếu)

Các bang có cách biệt chiến thắng giữa 5% và 10% (58 phiếu đại cử tri)
1. Colorado, 5,23% (2.803 phiếu)
2. Maine, 6,14% (8.841 phiếu)
3. Illinois, 6,54% (40.716 phiếu)
4. Florida, 8,35% (4.310 phiếu)
5. Tennessee, 8,48% (21.514 phiếu)
6. Maryland, 8,78% (15.191 phiếu)
7. Tây Virginia, 9,89% (11.148 phiếu)

## Hậu bầu cử

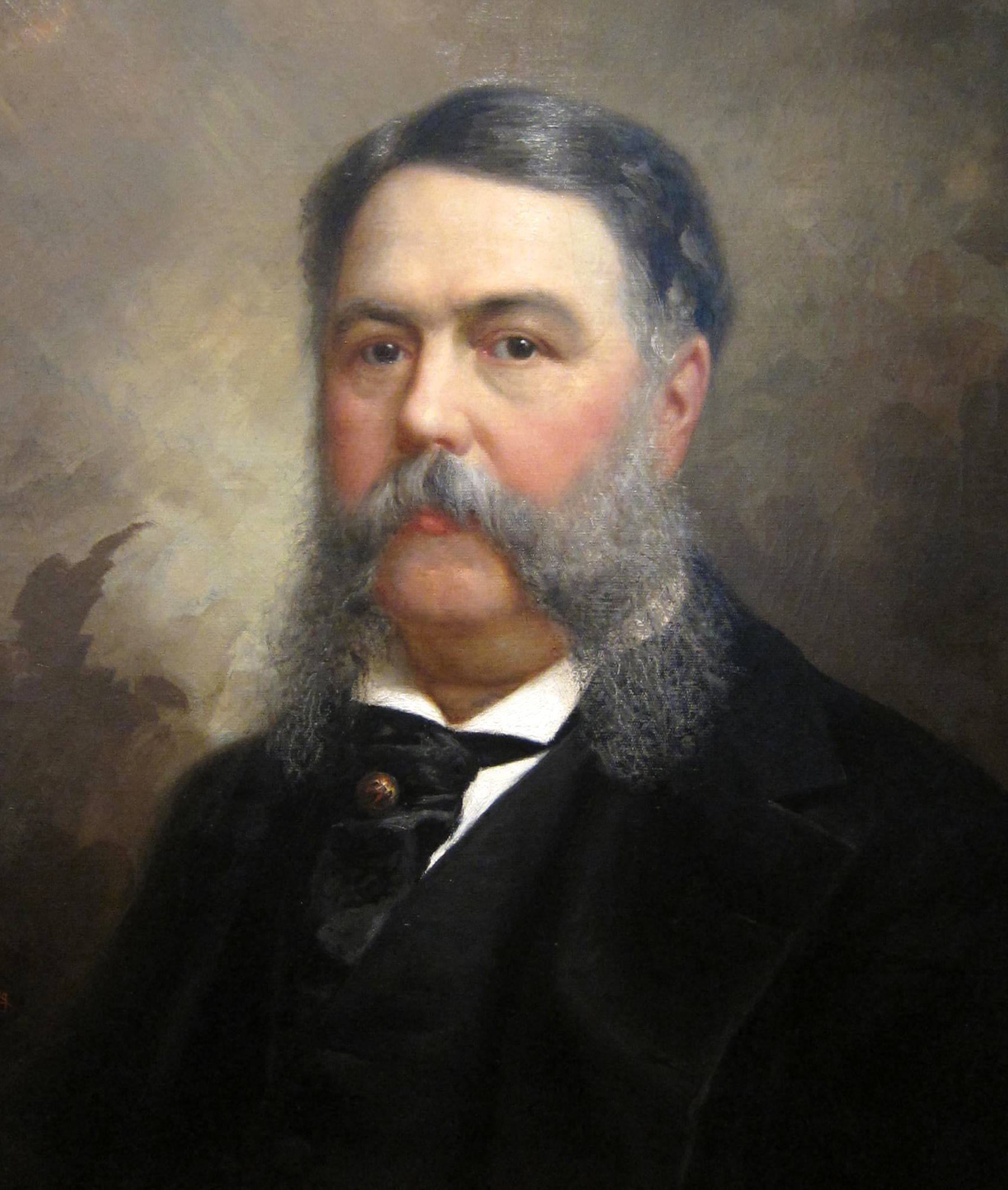
Chester Arthur kế vị Tổng thống Garfield sau khi ông bị ám sát năm 1881.

Khi Garfield nhậm chức vào tháng 3 năm 1881, sự chia rẽ của đảng Cộng hòa trước đó được hàn gắn một lần nữa tan rã. Garfield bổ nhiệm Blaine vào nội các, và phái Stalwart của Conkling trở nên khó chịu vì họ không có sự bảo trợ từ Tổng thống, ngay cả ở bang New York, quê hương của Conkling. Garfield đã bổ nhiệm William H. Robertson, một người ủng hộ cải cách công vụ, vào vị trí béo bở nhất trong chính quyền New York, và từ chối rút lại sự bổ nhiệm này bất chấp sự phản đối của Conkling; để đáp lại, Conkling và các đồng minh của ông đã đóng băng mọi quy trình lập pháp trong Thượng viện đang chia đều cho 2 đảng. Vào tháng 5, Conkling và Thượng nghị sĩ New York Thomas C. Platt từ chức khỏi Thượng viện để phản đối. Hai người thuộc phái Stalwart kỳ vọng cơ quan lập pháp New York sẽ bầu lại họ vào Thượng viện như một cách để cho thấy New York ủng hộ họ; dẫu vậy, cơ quan lập pháp bế tắc trong nhiều tháng, cuối cùng từ chối đưa 1 trong 2 người trở lại Thượng viện. Tuy nhiên, trước khi kết quả đó được thông cáo rộng rãi, Charles Guiteau, một người đàn ông tâm thần không ổn định tức giận vì thất nghiệp, đã bắn Garfield ở Washington, DC, vào ngày 2 tháng 7 năm 1881.
Garfield vẫn sống sót thêm 2+1⁄2 tháng trước khi qua đời vào ngày 19 tháng 9 năm 1881. Phó Tổng thống Chester A. Arthur, thành viên phái Stalwart từ New York, tuyên thệ nhậm chức kế nhiệm tổng thống vào đêm đó. Việc Garfield bị sát hại bởi một kẻ thất nghiệp đã tăng bật sự cần thiết của cải cách công vụ—và Arthur, dù là thành viên ủng hộ Conkling, ủng hộ cải cách công vụ. Năm 1883, đa số lưỡng đảng trong Quốc hội đã thông qua Đạo luật Cải cách Công vụ Pendleton để cải cách hệ thống tìm việc, và Arthur đã ký dự luật này thành luật.
Quốc hội cũng giải quyết vấn đề người Hoa nhập cư, thông qua Đạo luật bài người Hoa năm 1882. Arthur ban đầu phủ quyết đạo luật này, mà ông tin rằng sẽ mâu thuẫn với hiệp ước giữa Hoa Kỳ và Trung Quốc, nhưng cuối cùng đã ký một dự luật thỏa hiệp, cấm nhập cư người Hoa nhưng chỉ trong trong vòng 10 năm  Thuế quan, một vấn đề chính trong suốt cuộc bầu cử, hầu như không thay đổi trong 4 năm sau đó, mặc dù Quốc hội đã thông qua một sửa đổi nhỏ sau đó. Sau nỗ lực nửa vời trong việc tìm kiếm đề cử vào năm 1884, Arthur về hưu và qua đời hai năm sau đó.